# Klopfen (Kürschnerei)

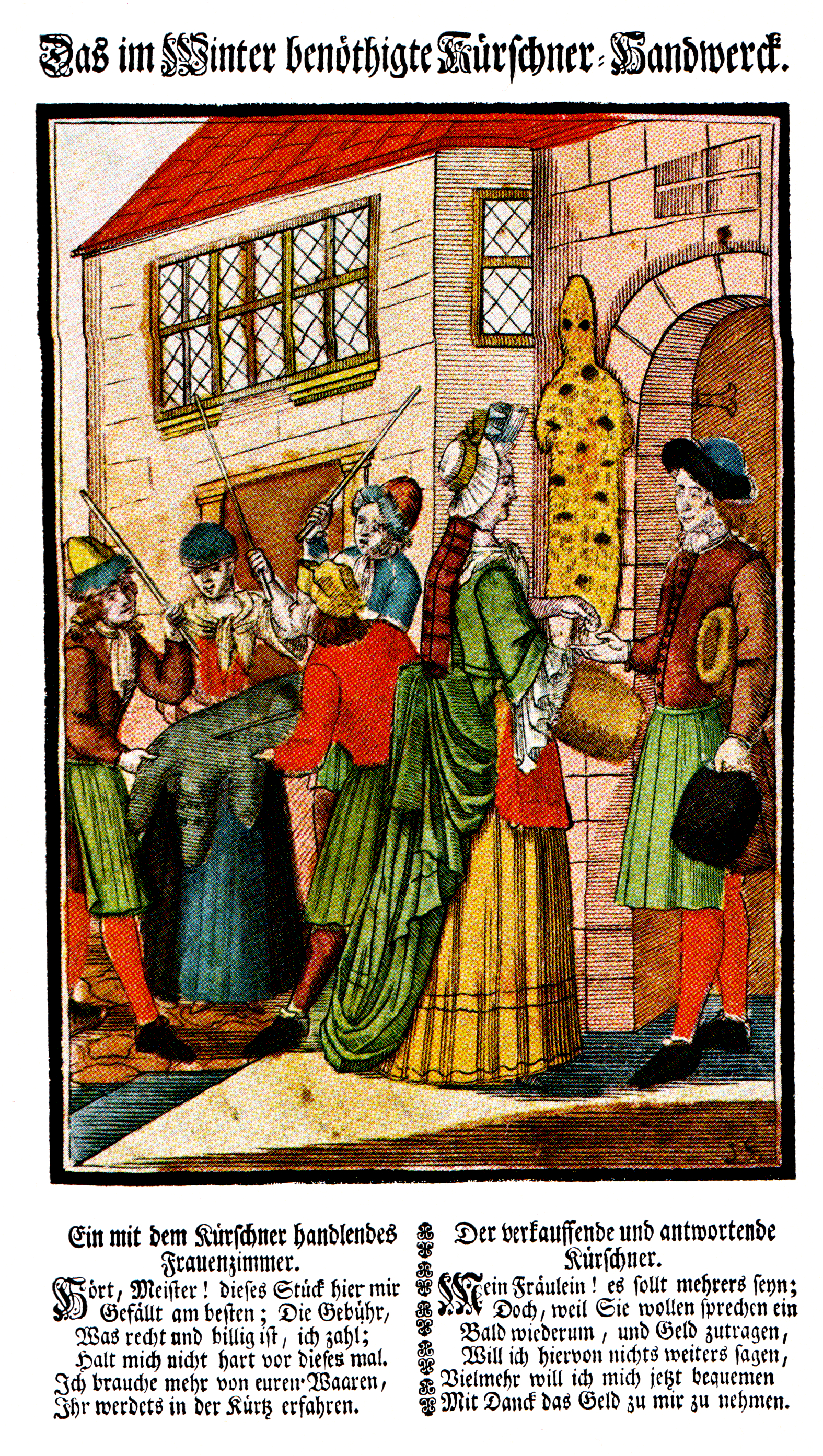
Vier Gesellen klopfen ein Fell vor dem Kürschnerladen (um 1700)

Das Klopfen der Pelze, meist mit Haselnussstöcken, gehörte einmal zu den Hauptaufgaben der Kürschner. Der weithin vernehmbare, typische Dreiertakt war eines der Kennzeichen des Berufsstandes. Durch das Klopfen werden lockere Schmutzpartikel entfernt, das Haar wird entwirrt und die während der Verarbeitung entstandenen Druckstellen werden beseitigt. Mit Abnahme der Pelzsommeraufbewahrung (Pelzkonservierung) und der Erfindung der Pelzklopfmaschine hat diese Tätigkeit, vor allem was die dafür aufzuwendende Arbeitszeit betrifft, an Bedeutung verloren.

## Allgemein
Insekten waren vor der Erfindung der Insektenvernichtungsmittel die Hauptfeinde von Textilien und Pelzen. Bei dem hohen Wert, den ein Pelz darstellt, lohnte es sich damals ganz besonders, einige Zeit oder Geld in den Schutz vor solchen Schäden zu investieren. Seit Mitte des 18. Jahrhunderts übernahmen dies für die Pelzwaren die Kürschner im Rahmen der wohl etwa seit der Einrichtung von Kühlräumen „Pelzkonservierung“ genannten Pelz-Sommeraufbewahrung, zumindest in geringem Umfang geschah dies bereits in früheren Jahrhunderten. Ein altes Fachbuch meint dazu: „Werden sie in ihrer Thätigkeit nicht gestört, so ist dieselbe eine ganz furchtbare, daher ist der Kürschner bestrebt, sie ihres Lebens nicht froh werden zu lassen.“ Deshalb: „Bei der Aufbewahrung und Conservierung des Pelzwerkes spielt der Klopfstock die erste und wichtigste Rolle“. 1897 wurde gesagt, dass die Räume für die zur Sommeraufbewahrung gegebenen Pelze vom Kürschner mit Tannenreisig oder sonstigem Nadelholz ausgeräuchert wurden. Damit die absolut notwendige Trockenheit der Räume erreicht wurde, wurden kleine Mengen von Gas- oder Schießpulver angezündet.
Behält der Besitzer seine Teile zu Hause, ist es ratsam, dass er sie vor dem mottensicheren Weghängen an einen möglichst kühlen Raum ebenfalls gründlich durchklopft. Dabei wird der im Fell angesammelte Staub entfernt und eventuelle Raupen, Insektenlarven oder -eier werden bei entsprechend sorgfältiger Ausführung zerschlagen. Dieser Vorgang sollte zur Sicherheit nach einigen Wochen noch einmal wiederholt werden.

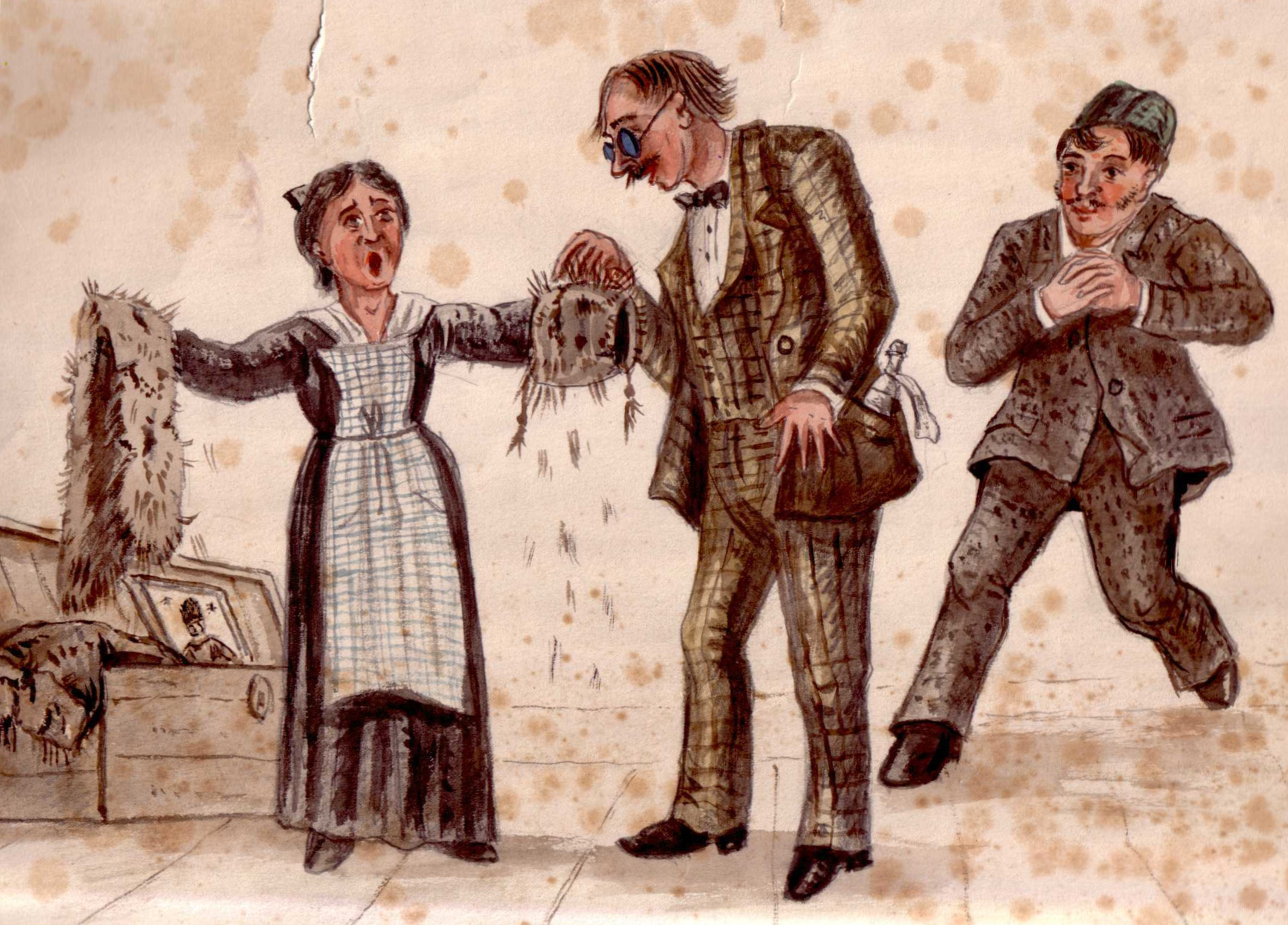
Der zerstörte Pelz. Die Karikatur zeigt die entsetzte Pelzbesitzerin, deren Pelze in der Truhe zerfressen wurden. Im Hintergrund der schadenfrohe Kürschner, der sich in Erwartung des Auftrags die Hände reibt (um 1900)

Bei der Pelz- oder Kleidermotte ist es nicht die Motte selbst, die den Schaden anrichtet. In der Zeit zwischen etwa Ende April und September legt sie ihre Eier in die von ihr als geeignete Nahrung angesehenen wolligen Gegenstände ab, in beheizten Räumen ist sie hingegen das ganze Jahr aktiv. Drei Wochen später kriechen daraus die Raupen, die bei Pelzen ihr Werk anfangs unbemerkt am Ledergrund verrichten. Insbesondere bei stark verfilzten Fellen, beispielsweise Biber, kann es sehr lange unerkannt bleiben. Unter optimalen Bedingungen sind vier Mottengenerationen mit je 100 bis 250 Eiern pro Jahr möglich. Wenn der Kürschner die befallenen Teile von den erschrockenen Kunden bekommt, findet er außer den teilweise erheblichen Fraßspuren meist nur noch leere Puppenhüllen der geschlüpften Larven.

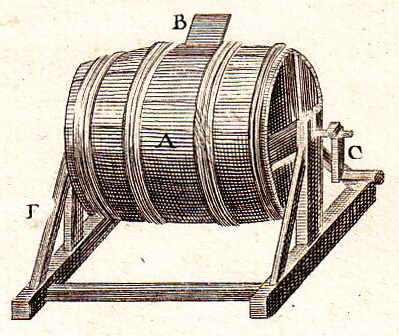
Läutertonne (um 1660)

Beim Klopfen wird naturgemäß lediglich der lose Schmutz entfernt. Eine gründlichere Pelzreinigung ist das Läutern mit Holzmehl. Damit verbunden bieten Fachbetriebe eine zusätzliche Nachbehandlung an, die das Fell dauerhaft vor Mottenbefall schützen soll, das sogenannte Eulanisieren. Diese ersetzt die früher gebräuchlichen Methoden, den Schutz durch die Anwendung von Kampfer und Naphthalin und anderem mehr, die zudem einen unangenehmen Eigengeruch hatten und darüber hinaus nur von begrenzter Wirkung waren.

## Klopfen mit der Hand

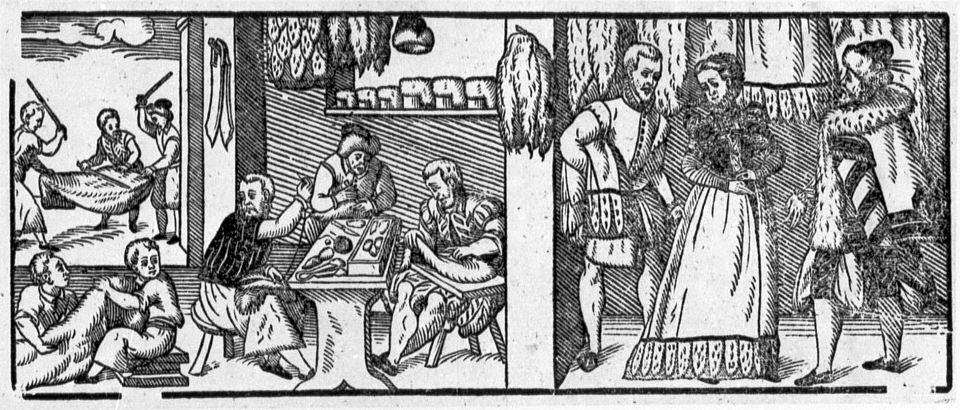
Vor der Tür klopfen Gesellen einen größeren Pelz, auf dem Boden sitzen Lehrlinge und nähen, daneben die Gesellen, im Laden bedient der Meister ein Kundenpaar (ca. 1550)

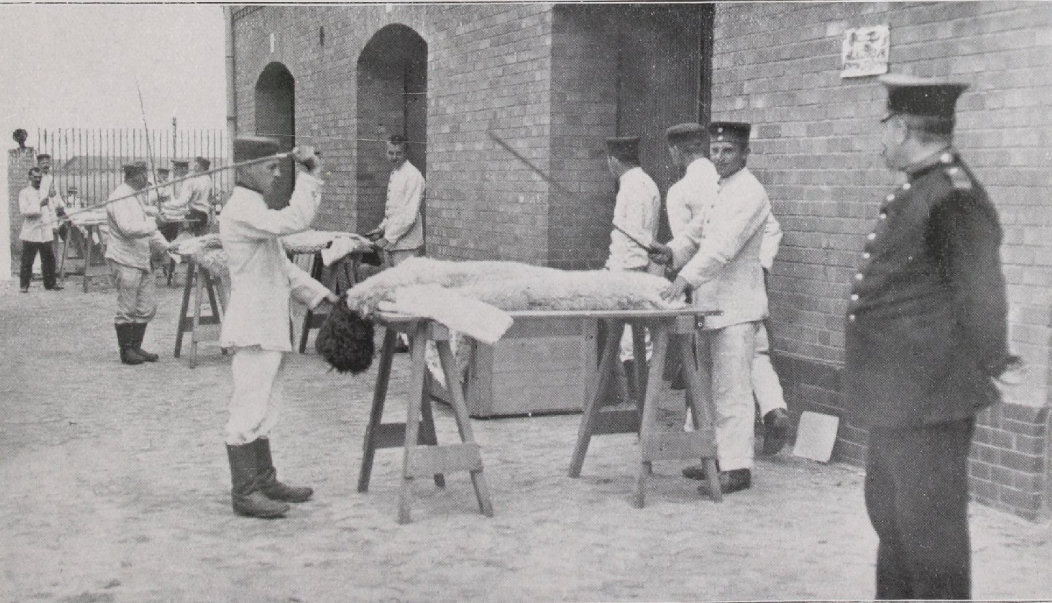
Klopfen der Pelze beim deutschen Militär (1916)

Eine noch vorhandene Anweisung aus dem Jahr 1699 zum Aufheben und Putzen des Pelzwerks der in Düsseldorf residierenden Kurfürstin Anna Maria Luisa von der Pfalz an ihren dortigen Kürschner Johann Welen (Wolon) zeigt, dass bereits zu der Zeit die Pelzwerker bei genügend betuchter Kundschaft die Aufbewahrung und die Pflege der Kundenpelze übernommen hatten. Die Kurfürstin bezahlte am 2. Juli für diese Dienstleistung vier Reichstaler, die Anzahl und Art der dafür aufbewahrten und geklopften Pelze wurde offenbar nicht erwähnt.
Als Mittel gegen Mottenbefall wurden 1698 neben Kampfer und stark riechendem Biesem und Zibeth (was einigen Weibs-Personen zuwider ist) auch stark duftende Pflanzen wie Veyhelwurz, Siebenzeit, Benedictenwurz, Reinblumen und dergleichen genannt. Das beste Mittel sei aber, dass man die Kleider an die Luft bringe und wohl ausschüttle und klopfe. Das Klopfen und Kämmen muss jedoch auch in sachverständiger Weise geschehen; durch zu leichtes und zu wenig Klopfen wird der Zweck, die im Fell sitzenden Motten, Larven und Eier zu zerstören, nicht erreicht, durch zu vieles Klopfen das Haar leicht ermüdet und zum Filzen gebracht. Ein Weimarer Fachbuch aus dem Jahr 1844 erwähnt, dass die Kürschner in Russland gepulvertes Marienglas in die behaarte Seite des Pelzes einstreuen sollen, das damit geschützt würde, da die Motten die feinen Spitzen der Pulverteilchen nicht vertragen würden. Vor dem Wiedergebrauch des Pelzes musste das Pulver durch Ausklopfen entfernt werden. Gleichzeitig wurde aber auch hier darauf hingewiesen, dass „das fleißige Ausklopfen des Pelzwerkes, welches im Sommer viel öfter geschehen muß, als im Winter, und nachträgliches Auskämmen indessen immer ein treffsicheres Mittel“ bleibt.
Auf einem Großteil alter Kürschnerdarstellungen ist zu sehen, wie Gesellen und Lehrlinge Pelzwaren oder Felle ausklopfen, häufig auf der Straße vor dem Betrieb. Diese anstrengende Arbeit, die Gesellen und Lehrjungen vor allem im Frühjahr und Sommer in manchen Kürschnerwerkstätten viele Wochen beschäftigte, erforderte durchaus einige Sorgfalt und viel Übung (1891): „… noch wie viel öfter sind die Klagen, daß die zu klopfenden Waaren entweder nicht sauber geklopft sind, oder aber zerschlagen wurden, beides Uebelstände, die so unangenehm, wie möglich sind.“ Das Klopfen mussten wohl allgemein vor allem die jüngsten Mitarbeiter übernehmen. Für das Ausklopfen der Reinigungsspäne in den Pelzzurichtereien von Leipzig hieß es 1896, dass die Felle meist von jungen Burschen und Mädchen geklopft wurden.
In der Inventur des Breslauer Kürschnermeisters Paul Lehnhardt, verstorben 1582, sind in der Inventur des Handwerkszeugs auch „9 Gebund Klopfstecken“ aufgeführt. Aus dem Umstand, dass der Meister die Klopfstöcke für Wert befand in der Bestandsaufnahme aufzuführen, lässt sich vielleicht folgern, dass sie bereits damals nicht immer selbst geschnitten wurden, sondern in diesem Fall eingekauft waren.
1762 erinnerte sich der preußische Historiker Johann Samuel Halle daran, wie der russische Gesandte in Berlin seinen kostbaren Zobelpelz, der einige tausend Taler wert war, durch die Motten völlig vernichtet vorfand, ob seine Bediendten gleich eine Menge kleingestoßener Pfeffer überall darauf ausgeschüttet hatten. Als ihn der Kürschner ausklopfen sollte, blieben kaum vor ein paar hundert Thaler ohnbeschädigte Stellen übrig; die ganze Wolle war nebst den meresten Wurzeln der Oberhaare völlig zernagt. Der Gesandte musste sich endlich, da der Pelz nur eine Winterreise durch eingepakkt gelegen hatte, zufrieden geben, ohngeachtet er in der ersten Hizze seinen Bedienten erstechen wollte.
Am besten eignen sich Haselnussstöcke zum Klopfen, sie sind besonders gerade, haben eine glatte Rinde ohne Nebenäste und sind ungefähr in der richtigen Stärke gewachsen, insbesondere die nach der Pflanzenveredlung sich bildenden Wildtriebe. Rohrstöcke eignen sich weniger für den gewerblichen Gebrauch, sie biegen sich und bringen den richtigen Effekt nicht hervor.
Geklopft wurde meist beidhändig im Kürschner-Dreiertakt. Die beiden Stöcke wurden locker in der geschlossenen Hand gehalten, auf zwei leichte Schläge folgte jeweils ein kräftiger Schlag:
. . - . . - . . - . . - usw.
Besonders schwere, dichtfellige Pelze wurden im Sechsertakt geklopft, nur jeder sechste Schlag war ein, aber jetzt ganz besonders kräftiger, Schlag:
. . . . . - . . . . . - . . . . . - usw.

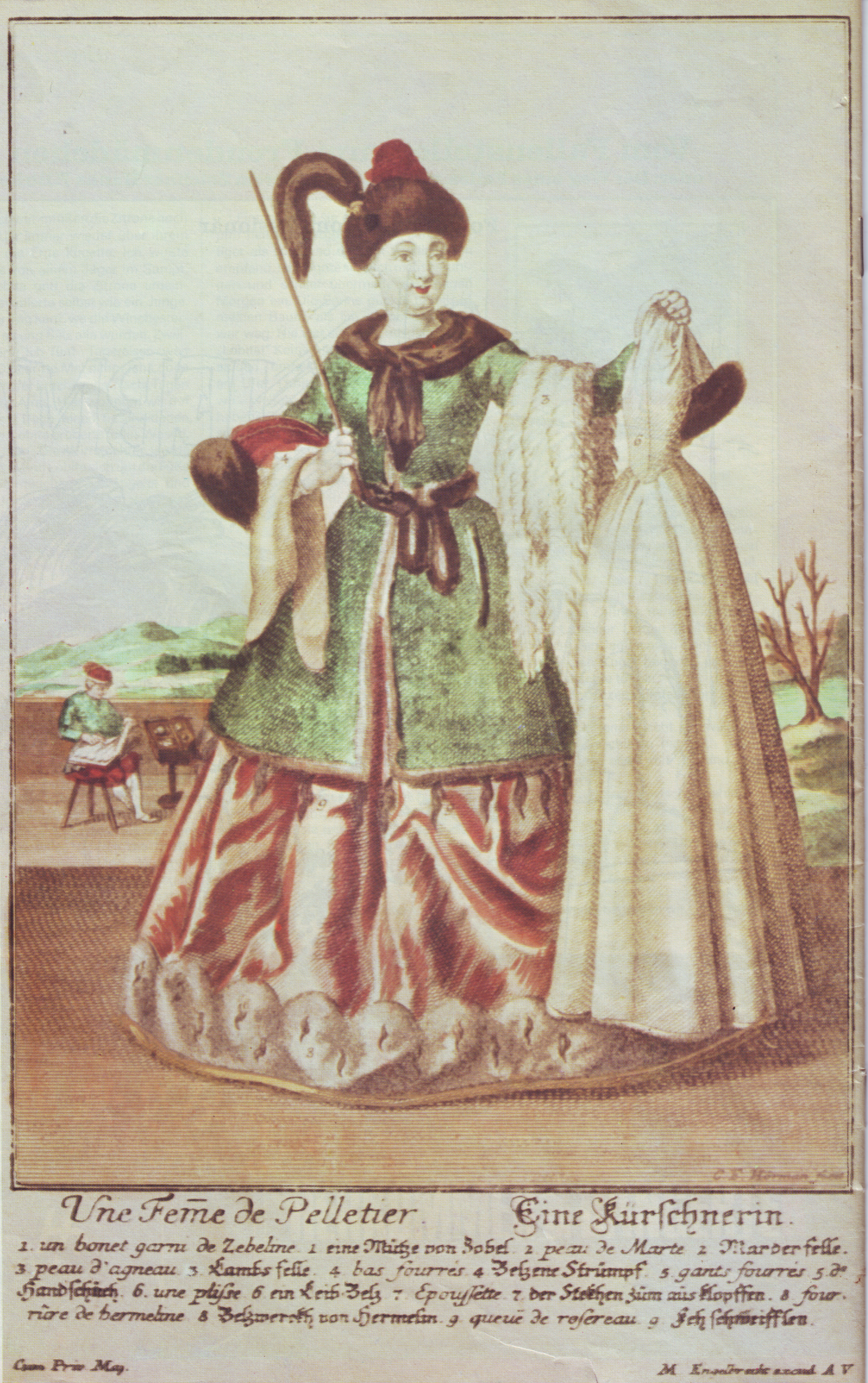
Kürschnersfrau mit Klopfstock und Erzeugnissen ihres Handwerks (18. Jh.)

Der schwere Schlag sollte den Schmutz lösen und nach oben befördern, die beiden leichten Schläge ihn von dem geklopften Teil entfernen. Deshalb wurde diese Arbeit auch möglichst in das Freie verlegt, nicht nur konnten die Bürger lautstark und werbewirksam feststellen, wie sorgfältig ihre zur Sommeraufbewahrung gegebenen Pelze gepflegt werden. Der Wind tat ein Übriges, den Schmutz auf natürliche Weise zu entfernen. Die Schläge folgten so schnell aufeinander, dass sich das Teil in ständiger Vibration befand. Mit einem darunter gelegten Klopfkissen aus Leder konnte dieser Effekt noch verstärkt werden. Ein geübter Geselle schaffte viele hundert Schläge in der Minute. Dabei entstand ein auf- und abschwellendes Rauschen, das kaum mehr als einzelnes Klopfen wahrzunehmen war. Auch eine einfachere Taktfolge war möglich, bei der sich jeweils ein kräftiger Schlag mit einem schwachen abwechselte, was aber zu einer einseitigen Beanspruchung führte, wenn nicht der kräftige Schlag von Zeit zu Zeit auf die andere Hand verlegt wurde. Jedoch war jeder Lehrling stolz, wenn er den Kürschner-Dreitakt gut beherrschte, bei dem der kräftige Schlag jedes Mal auf die andere Hand wechselt. Neben dem anfangs genannten Grund für den Kürschnertakt gibt es aber auch eine einfachere Erklärung. Das Klopfen ist sehr viel weniger ermüdend. Es wäre kaum über mehrere Stunden hinweg durchzuhalten, würde man alle Schläge gleichmäßig ausführen. Diese Arbeit nahm, insbesondere in den Ende des 19. Jahrhunderts aufkommenden größeren Betrieben mit mehreren Tausend aufzubewahrenden Pelzen, jedes Jahr mehrere Wochen in Anspruch. Sorgfältige Kürschner wiederholten den Vorgang, jetzt etwas weniger gründlich, mehrmals im Laufe des Jahres, um einen womöglich nicht ganz entfernten Mottenbefall zu erkennen. Wie oft das Klopfen zu geschehen hat, ob alle vier Wochen oder mit einer längeren Zwischenpause, hängt von der jeweiligen Lage der Räume ab. Befallene Teile wurden separiert, um sie von Zeit zu Zeit nachzuklopfen, da die Mottenlarven sich oft auch an schwer zugängigen Stellen in den Säumen verbargen. Darüber hinaus musste die für den Verkauf offen hängende Ware immer wieder durchgesehen und geklopft werden. Das häufige In-die-Hand-Nehmen bot allerdings eine gewisse Sicherheit vor dem unbemerkten Mottenbefall.
Die Leipziger Rauchwarengroßhändler ließen ihr Lager gewöhnlich viermal jährlich durchklopfen, besonders in den stillen Zeiten, das erste Mal nach der Messe am Ende des Frühjahrs. Manchmal wurden dazu noch aushilfsweise arbeitslose Markthelfer (angelernte Pelzmarkt-Gehilfen) angestellt. Der Tarifvertrag für die Berliner Pelzbranche sah für berufsmäßige Klopfer einen Mineststundenlohn von 8,55 Mark vor, Kürschner die nur gelegentlich klopften, erhielten den Kürschnerlohn zwischen 7,50 und 11 Mark, gestaffelt nach Berufsjahren.

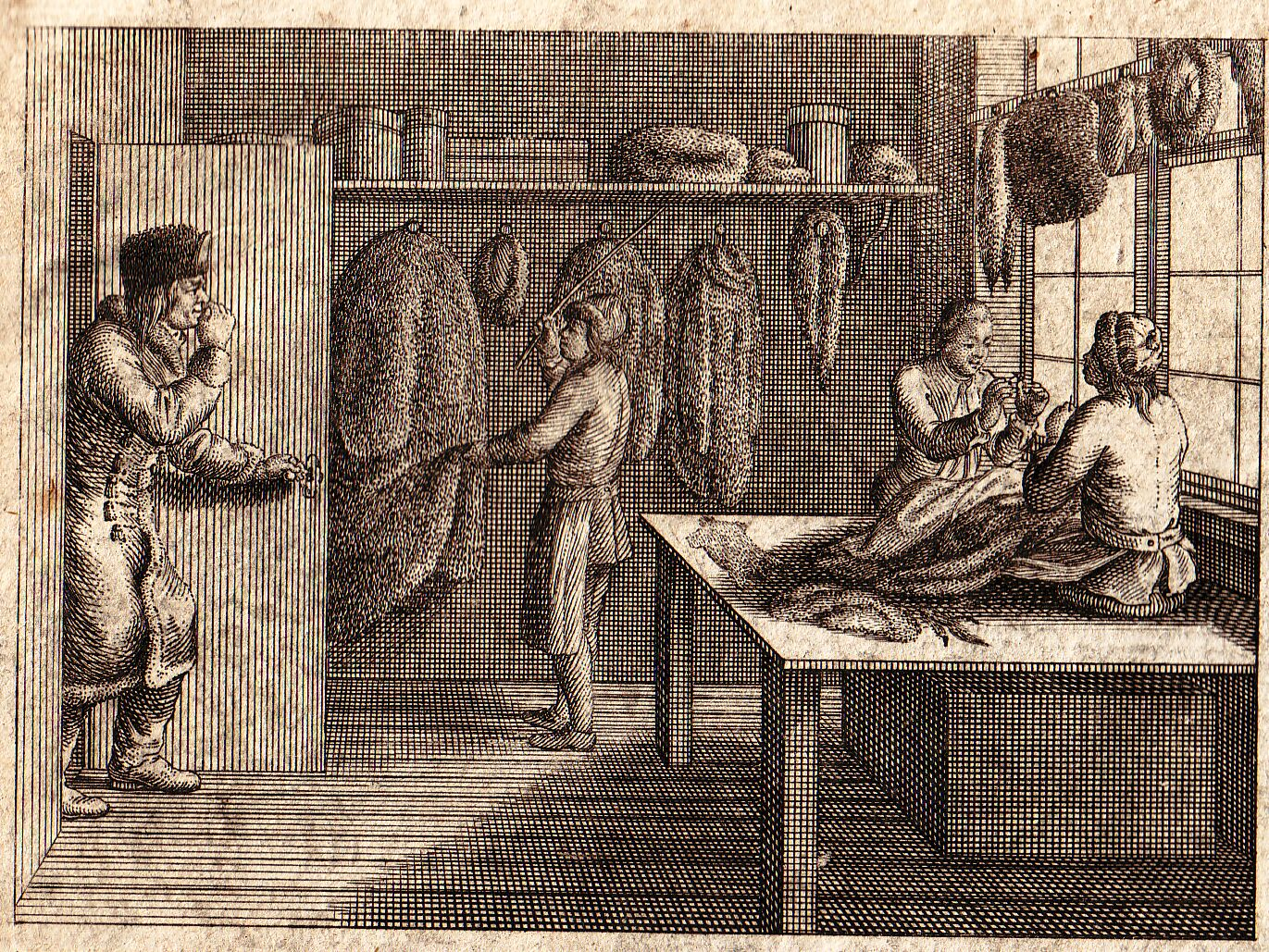
Ein kräftiger Mantel wird im Hängen geklopft. Wie man erkennen kann, herrschte um 1800 offenbar ein heftiger Geruch beim zu der Zeit oft noch selbst gerbenden Kürschner.

Kleine Gegenstände oder jeweils zwei Felle reinigte ein Mann durch gleichmäßiges Klopfen mit einer Hand, indem er das Teil mit der anderen Hand in der Luft hielt. Muffe dagegen konnten auf dem Klopftisch mit zwei Stöcken behandelt werden, wobei sich runde Muffe (Tonnenmuffe) praktischerweise von alleine drehten. Größere Teile wurden häufig zu zweit geklopft. Geübte Gesellen waren in der Lage, im Takt ineinander zu treffen; entweder mit vier Stöcken oder aber mit dreien, wenn eine Hand zum Festhalten des Pelzes benötigt wurde.
Dabei durfte die an sich monotone Arbeit nicht zur Nachlässigkeit verleiten, es musste höchlichst dabei aufgepasst werden. Nicht nur die Stärke der Schläge und die Dicke der Stöcke sollten auf das Fell abgestimmt werden, auch die für ein Teil aufzuwendende Zeit variierte. Ein Chinchillamuff war anders zu behandeln als ein Bärenpelz, einen schwarzgefärbten Kaninmuff konnte man auch mal ungeklopft lassen, ohne dass ihn die Motten fressen. Füchse und andere hartgrannige Langhaarfelle mussten vorsichtiger und kurzzeitiger geklopft werden, um das Oberhaar nicht abzuschlagen, ebenso stark filzende Fellarten. Lockige Felle wie Persianer und Krimmer sind ebenfalls vorsichtiger zu klopfen, damit die Locke nicht aufgeht. Es darf keine Stelle von den Schlägen ausgelassen bleiben, auch die versteckten Stellen wie zum Beispiel die Säume müssen mit erfasst werden. Die Taschen sind auszubürsten. Nebenbei werden durch das Tragen verfilzte Stellen mit einem Metallkamm vorsichtig ausgekämmt. Für Schaffelle wird die Kardätsche benutzt, eine mit Häkchen versehene Drahtbürste, weniger aggressiv ist eine einfache Drahtbürste.
Ganz schwere Pelze, beispielsweise Bären mit dickem Leder, an denen nichts zu verderben ist, wurden mit einfachen schweren Schlägen zu dritt wie beim Dreschen geklopft. Mottenlarven oder -eier ließen sich damit allein jedoch nicht entfernen. Im Hängen, ebenfalls mit einfachen, schweren Schlägen wurden große Vorleger und Pelzdecken entstaubt.
Teile aus Vogelfellen wurden nicht mit dem Klopfstock, sondern mit einer flachen Pritsche geklopft, um das Federkleid nicht zu beschädigen.

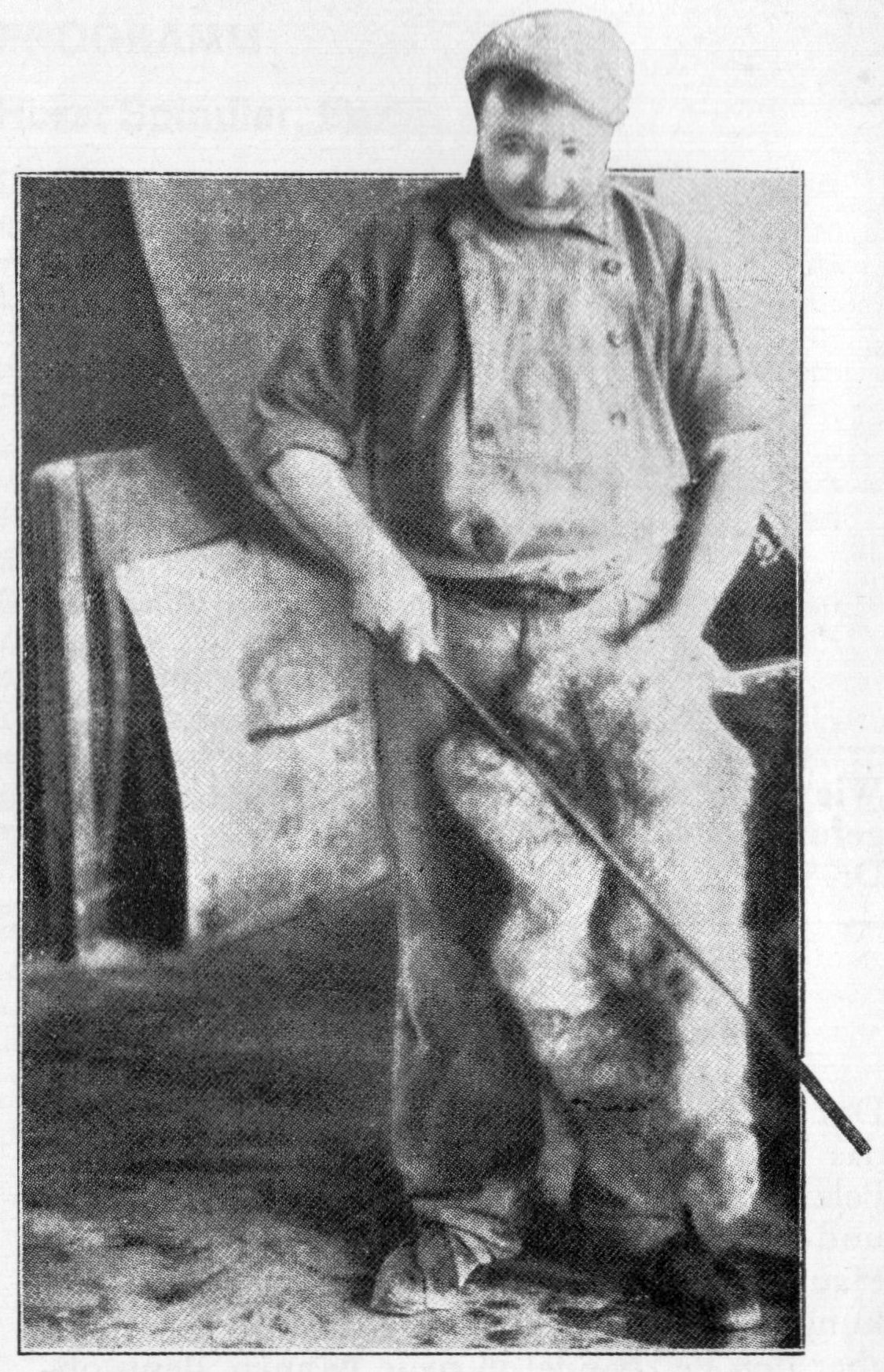
Handklopfen beim Pelzzurichter (um 1910)

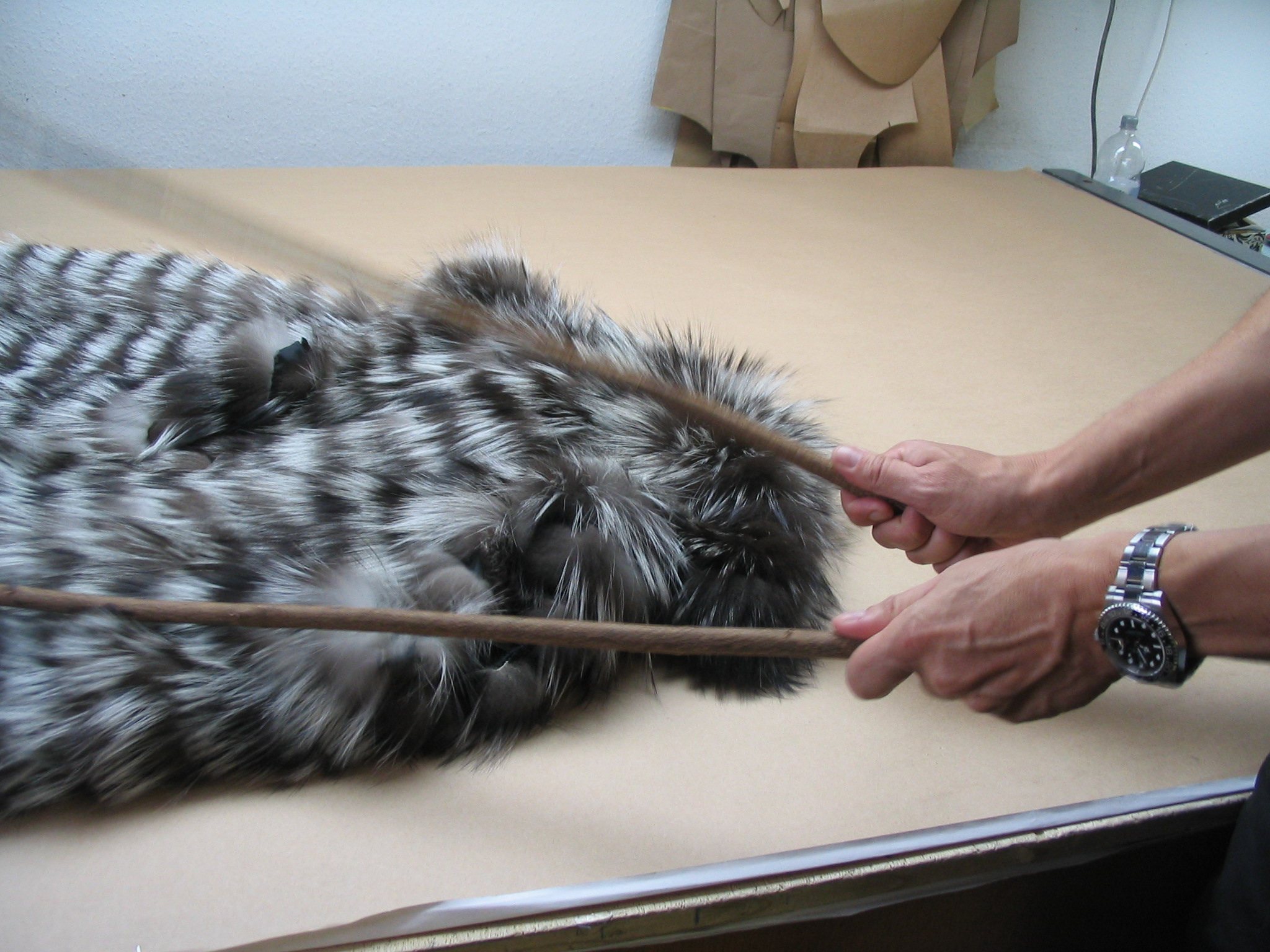
Handklopfen eines Silberfuchspelzes mit Haselnussstöcken (2011)

Um die Teile nach dem Klopfen im Frühjahr vor einem Mottenbefall zu schützen, wurde vorgeschlagen, das Pelzwerk anschließend in ein gutes linnenes Tuch, am besten in ganz rohe, noch mit der Schlichte behaftete Leinwand, sowie solche vom Weber kommt, einzunähen, dass nicht die geringste Öffnung bleibt und sie in einem Kasten oder Koffer an einem kühlen, finstern, trocknen Orte aufzubewahren.
Die Problematik des Mottenbefalls und des Klopfens für den Rauchwaren- und Pelzhandel, und das zu ungeschickter Zeit, wurde im Jahr 1925 so beschrieben: „In ihrer weiteren Metamorphose spinnt sich die Raupe zur Puppe ein, als die sie in unauffindbaren Verstecken wie Fugen und Ritzen des Lagerraumes, überwintert, um bei den ersten Strahlen der Frühlingssonne, gerade zwischen der Leipziger [Pelz-]Hauptmesse und den Londoner [Pelz-]Sommerauktionen, ihrer weißen Hülle als geflügelte Motte zu entschlüpfen. […] Aber der Wert dieser Arbeit wird illusorisch, wenn an dem Haare eines Felles nur ein einziges Ei haften bleibt, das sich innerhalb weniger Tage zur zerstörenden Raupe entwickelt. Im weiteren gereicht auch das Durchklopfen, sobald diese Prozedur zu oft Anwendung findet, dem Pelzwerk zum Nachteil. Sie wird deshalb in der Rauchwarenindustrie nur aus dem Grunde vorgenommen, weil sie diejenige Methode darstellt, bei deren Anwendung der Wert der Felle am wenigsten nachteilig beeinflusst werden kann, ohne jedoch einen absolut sicheren Schutz gegen Motten und Pelzkäfer zu bieten.“
Etwa nach 1910 war nach kurzer Zeit das Geschäftslokal der neu gegründeten „Wirtschaftsgenossenschaft der Kürschner Österreichs“ zu klein geworden, „so wurde im neuerbauten Zentralpalast auf der Mariahilfstraße das gesamte oberste Stockwerk gemietet, das 14 Räume und zwei Klopfterrassen[!] aufwies.“
Im 19. Jahrhundert fand eine erhebliche Wanderung auch deutscher Kürschnergesellen in Richtung Westen statt. Die Kürschnereien in Paris, insbesondere der Weltbetrieb Revillon Frères, wurden noch um 1900 von deutschsprechenden Arbeitskräften dominiert. Es gab in Paris sogar einen deutschen Kürschner-Sängerverein „Lyra“. 1902 erging von dort in der Tradition der Meistersinger der Aufruf an alle Fachgenossen in einem Wettstreit „Das Lied der Kürschner“ zu reimen:
Wenn im Herbst das Laub von den Bäumen fällt,

Dann jubeln die Kürschner und singen,

Voll frohen Mut’s, die Taschen voll Geld,

Im Takte den Klopfstock sie schwingen…

Alle schlagen den Kürschnertakt auf den Knien und singen: ‹Tra, la, la›.

„Lebt wohl nun“ so summt die geflügelte Schaar

Der Motten, „Ihr haarigen Brüder“,

Klopft nur zu und blaset fleißig in's Haar,

m Sommer d’rauf sehn wir uns wieder.
Das Siegerlied aus den 13 Einsendungen wurde anschließend von Professor und Komponist Alois Strasky, Sohn eines Wiener Kürschnermeisters, vertont. Als Leitmotiv wurde der Dreiklang beim Klopfen gewählt:
Wir Kürschner, wir sind gar fröhliche Leut, sind weit gereist durch die Lande

Zu sehen was Schönes die Erde uns beut, Das Herz erhebt und das Auge erfreut

Was nützt und frommt unser’m Stande…

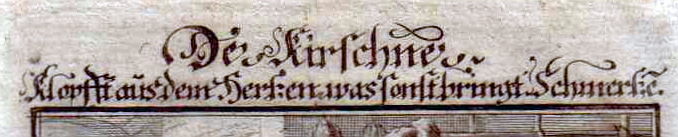
„Der Kirschner klopfft aus dem Hertzen, was sonst bringt Schmertzen“ (1668).

So wohlklingend das manchmal von Liedern begleitete Klopfen gewesen sein mag, sah man sich örtlich veranlasst, diese Arbeit zumindest zu nachtschlafender Zeit zu untersagen. Nach Erwähnung der vermutlich lärmigeren Messingschläger, denen es anderswo ähnlich ging, wird zitiert: „Auch andere lärmige Handwerke hatten sich zu beschränken: So gebot den Buxtehuder Kürschnern die ‚bedeglocke‘ den Feierabend.“ Und Krünitz schreibt 1794: „Sie sind der Nachbarschaft, wo sie wohnen, mit dem Getöse des Ausklopfens ihrer Felle, und mit dem Gestanke der Kürschner-Beize, beschwerlich. Man findet auch Urtheile (Praeiudicia), daß einem Kürschner auferlegt worden ist, die Felle nicht auf der Straße, sondern in seinem Hause oder Hofe, auszuklopfen, auch die Beize nur des Nachts auszugießen.“
In London scheint es um 1310 umgekehrt gewesen zu sein, hier wurde verlangt, das Klopfen möge nur in der Nacht oder vor Anbruch des Morgengrauens geschehen. Ansonsten fand es hinter der Kirche St. Martin-le-Grand oder in der Nähe der Londoner Stadtmauer statt, „wo keine großen Herren vorbeikommen“. Die Kürschner in Florenz erließen später ein Dekret mit fast identischem Wortlaut.
Im ungarischen Nyíregyháza, nicht weit von der Slowakei gelegen, bestand der Brauch, am Tag des Heiligen Johannes, am 19. März, das „Rutenschneiden“ zu feiern. Die Kürschner machten dann zusammen einen Ausflug in den Wald, wo sie gemeinsam Haselruten schnitten. Als eine Art Aufnahmeweihe schlug man dann die Lehrlinge damit, vermutlich im Kürschnertakt, und sang:
Trägt das Lamm noch brav sein Fell,

schon versäuft’s der Kürschnerg'sell.
Eine Entsprechung findet der Klopftakt beim bäuerlichen Dreschen mit dem Dreschflegel. In Niedersachsen wurde im 3er-, 4er- oder 6er-Takt gedroschen. Beim Dreiertakt hieß es: „Du bis dran! Du bist dran!, Du bist…“; beim Vierertakt: „Sla du man to'u! Ich kann noch nich! Sla du…“ und beim Sechsertakt: „Jag’n Hund rut! Jag die Katt rut! Vo’n düt Hus, Na düt Hus, Von’n Spieker, Na’n Backhus!“
In Köln kam es am 12. September 1905 zum Abschluss eines Tarifvertrags, nachdem die Arbeitgeber der Kürschner einen Verband gegründet hatten. Für die Zeit der anstrengenden Klopfarbeit wurde eine tägliche Zulage von 25 Pfennig vereinbart.
Der Tarifvertrag von 1933 der österreichischen Kürschner schrieb Klopfzulagen für Fachkräfte vor: „Bei Firmen, welche das Klopfen mit der Hand durchführen lassen oder nur mit Hilfe geringer mechanischer Hilfsmaschinen, erhalten die jeweils zum Klopfen bestimmten Arbeiter eine Klopfzulage von 13 Prozent zum jeweiligen Stundenlohn, resp. Tageslohn eines Arbeiters der Klasse 2“ (das war ein Zuschlag von 0,13 bis 0,14 Schilling). „Jene Firmen, welche die Reinigung von Fellen, die Aufbewahrung von Gegenständen usw. als besonderen Geschäftszweig betreiben und welche in der Lage sind, hierzu eigene Kräfte zu verwenden, sind berechtigt, mit den hierbei Beschäftigten eigene Abmachungen außerhalb dieses Vertrages zu treffen“.

## Klopfen mit der Pelzklopfmaschine
Galerie mit anderer Größe: 

Erste Klopfmaschinen
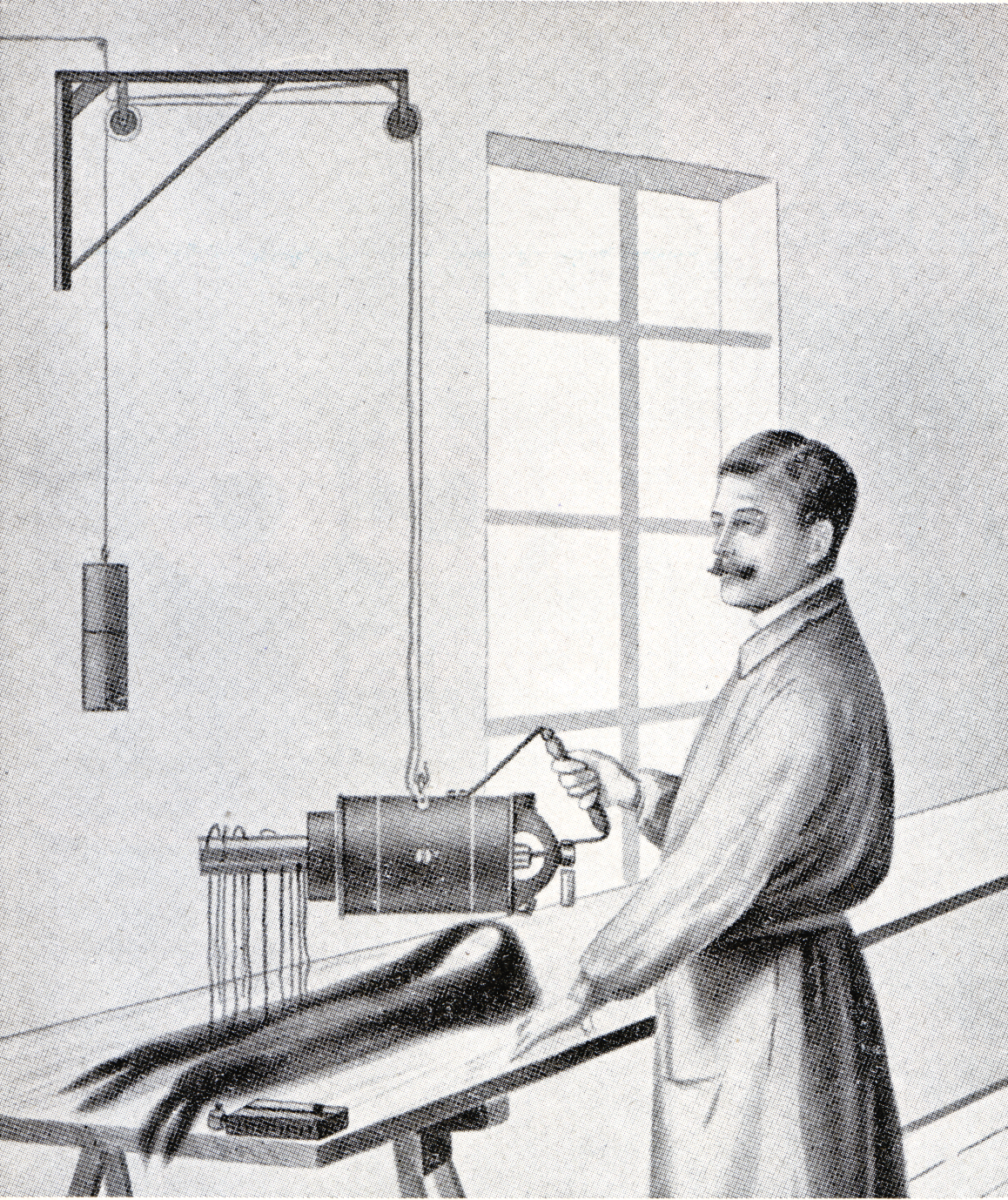
Handgerät, System „Rudolf John“ (Mitarbeiter der Pelzkonfektionsfirma „M. Müller“, Berlin, 1909)
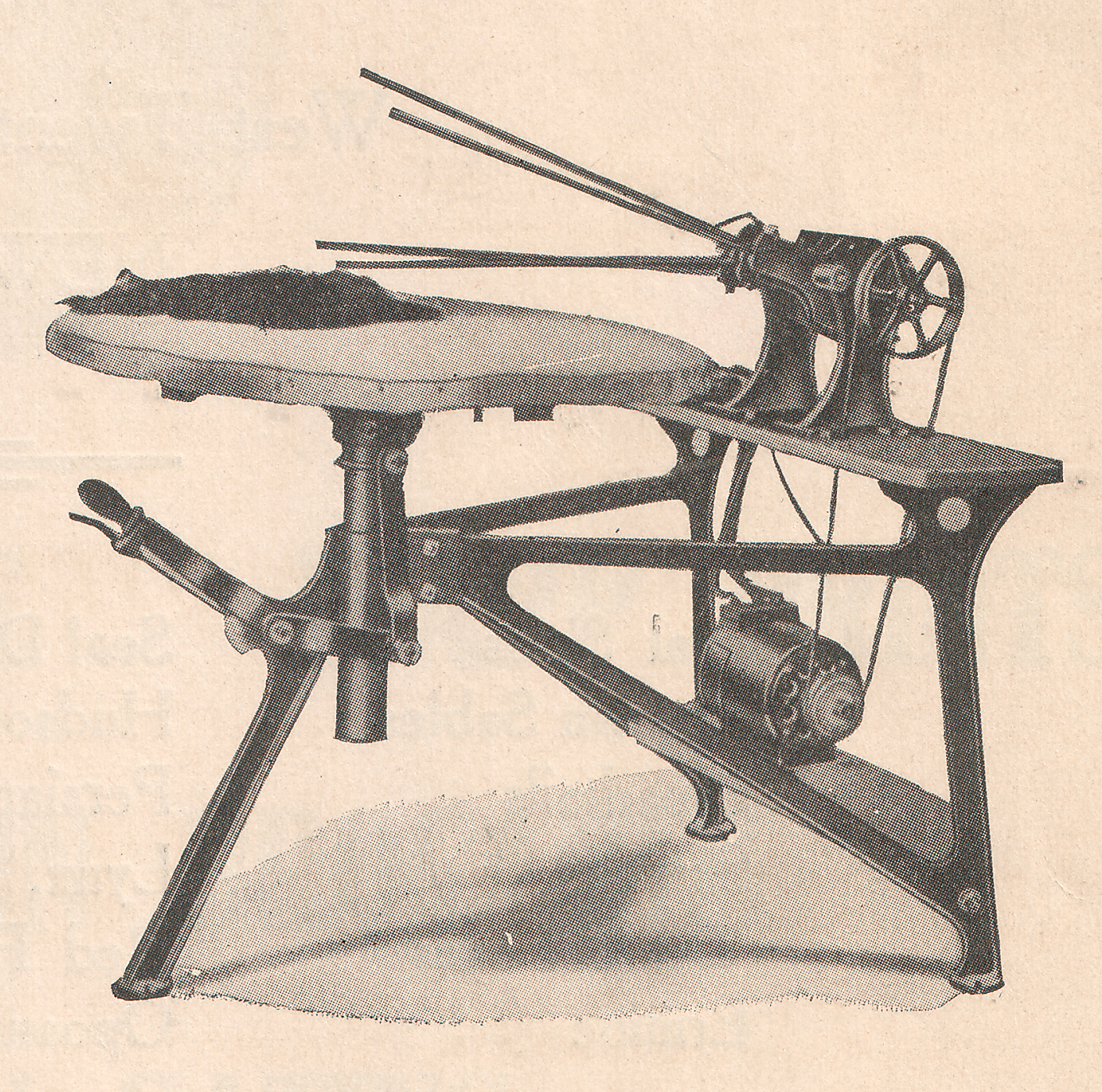
Klopfmaschine mit Klopfstöcken (S. M. Jacoby, USA, 1914)
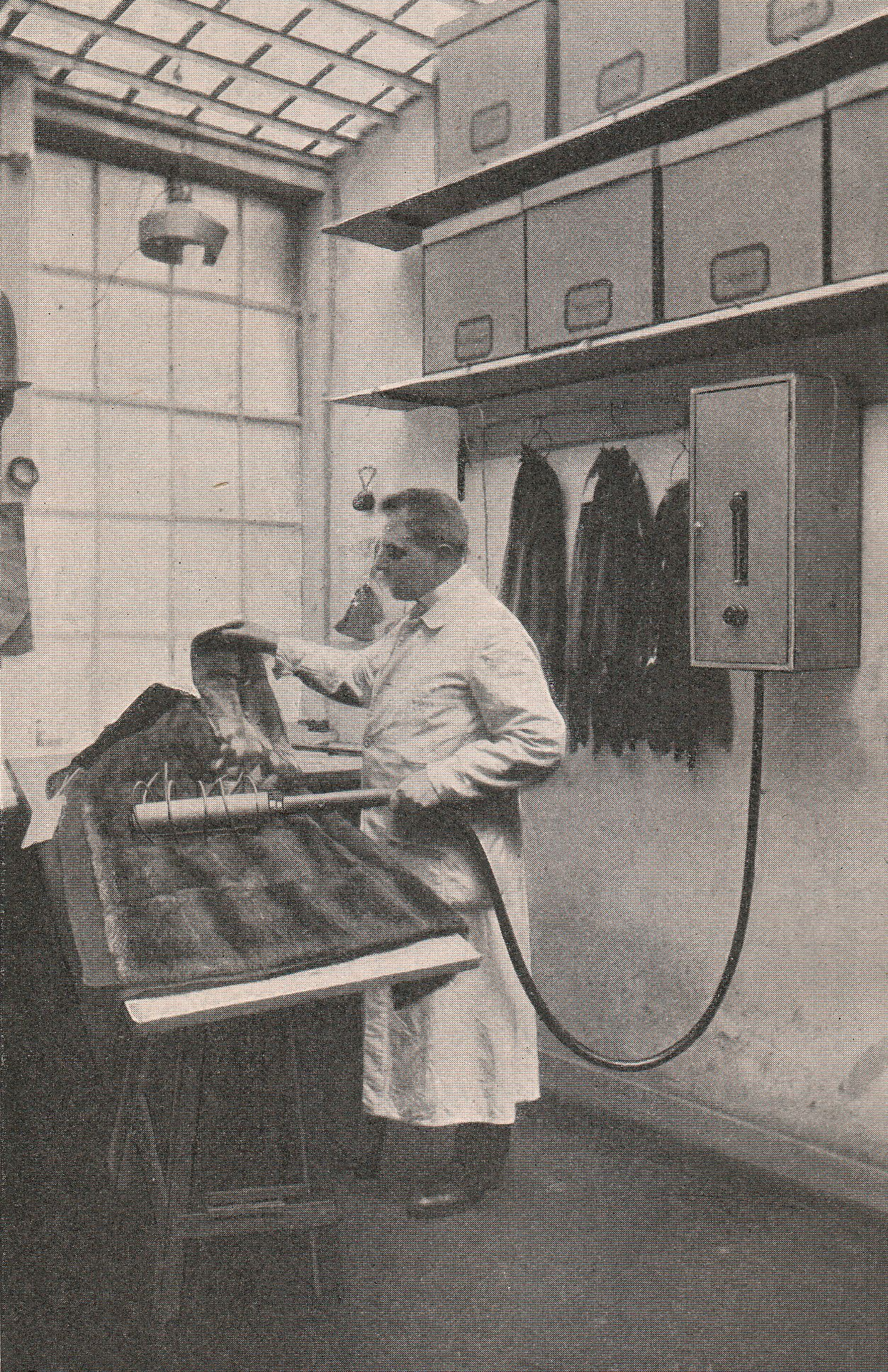
Handgerät, Modell „König“ (1914)
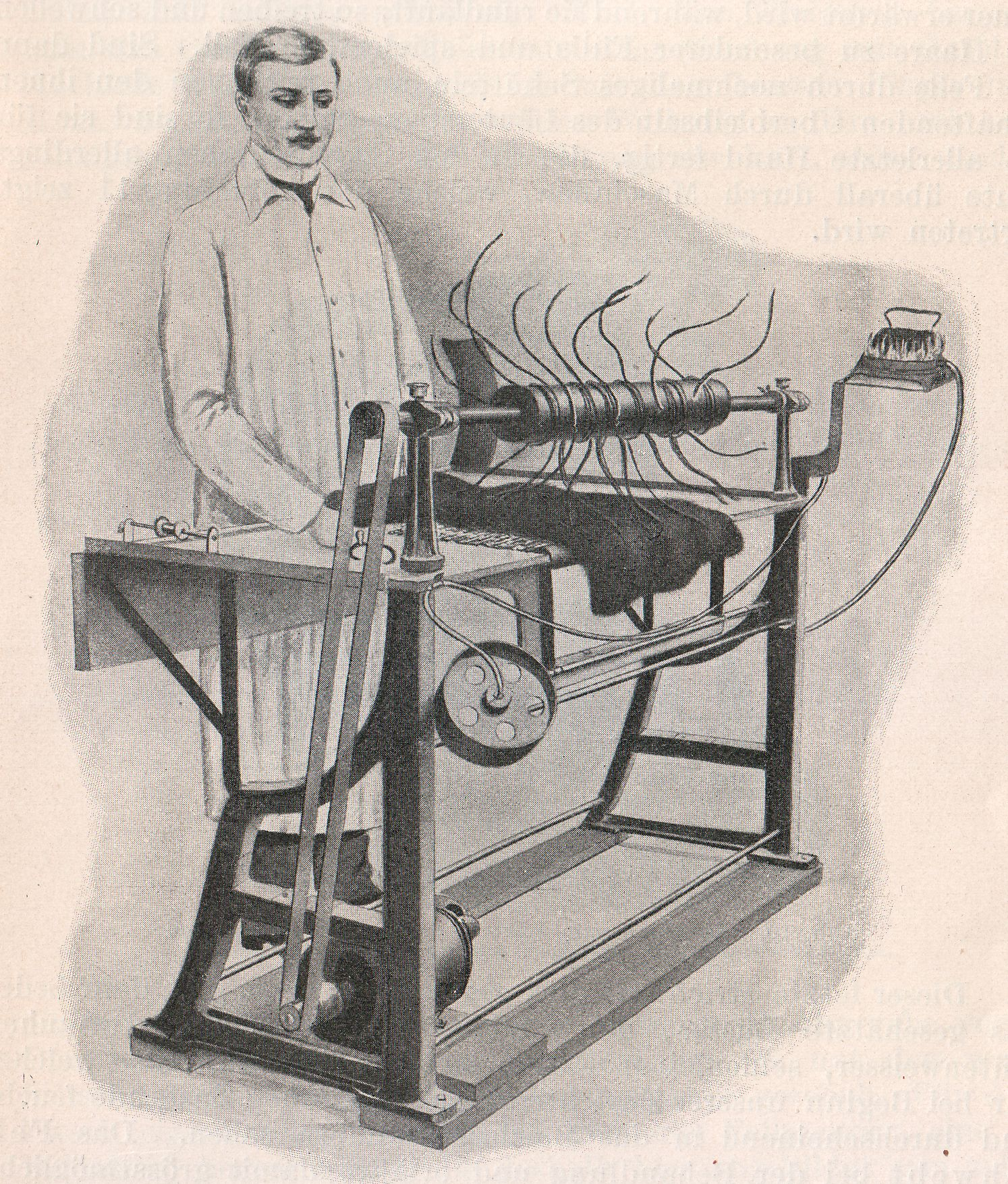
Mit Klopfwelle und Schweifdrehvorrichtung (1914)
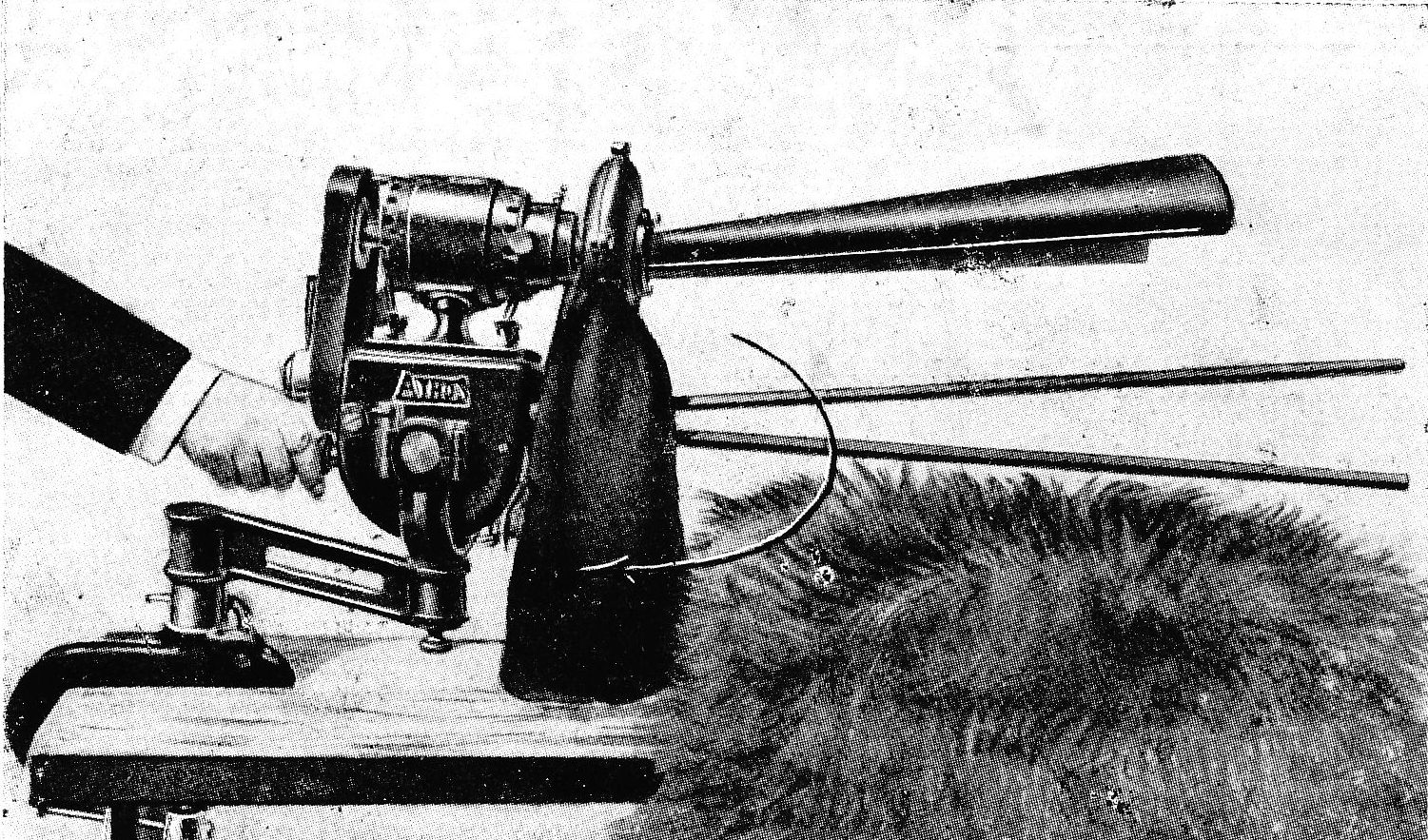
Modell „Athos“ Drossner et Cie. (Paris, 1924)
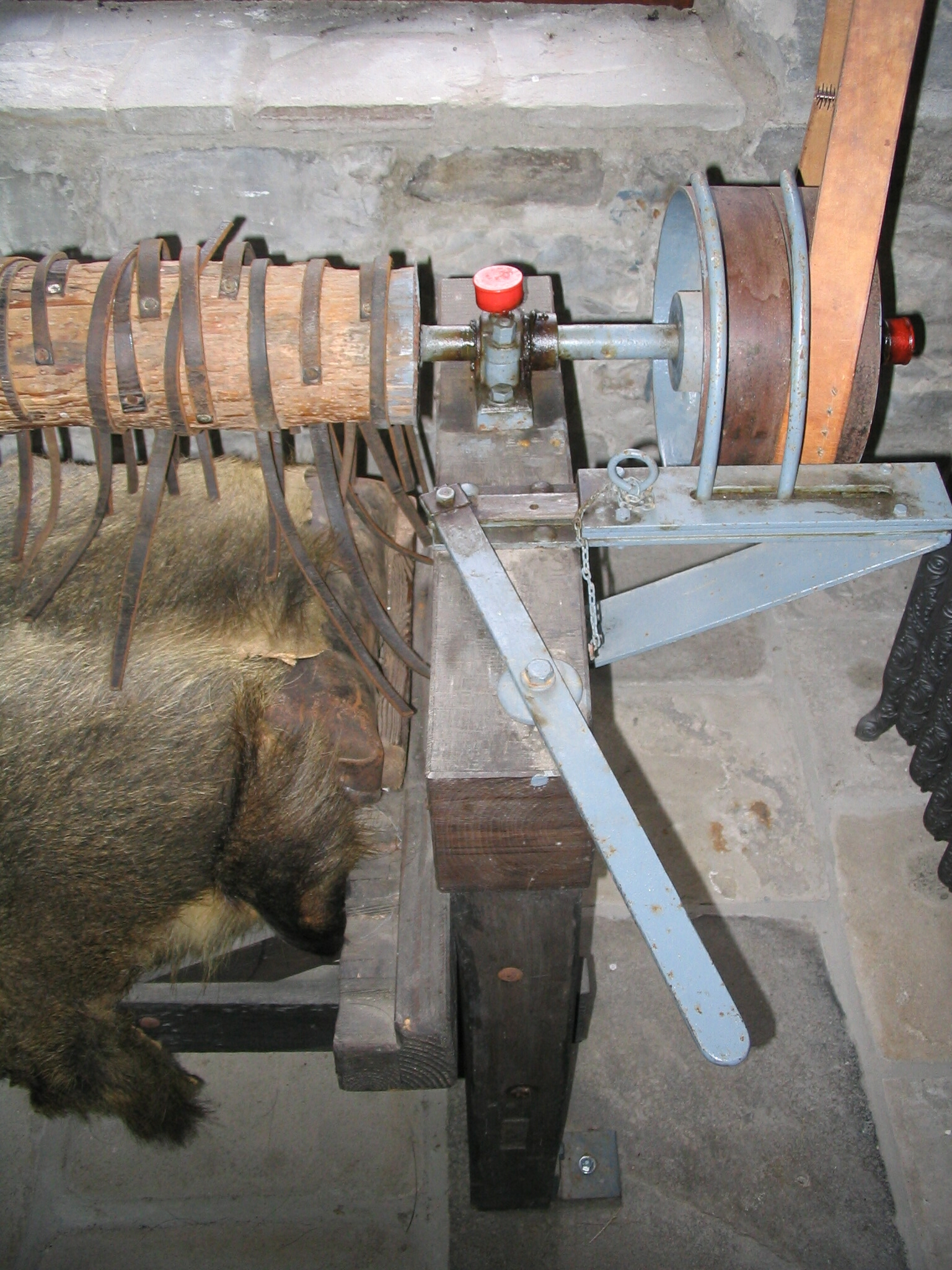
Alte Klopfmaschine eines Pelzzurichters (Gerbers) mit Transmissionsantrieb (Freilichtmuseum Hagen)

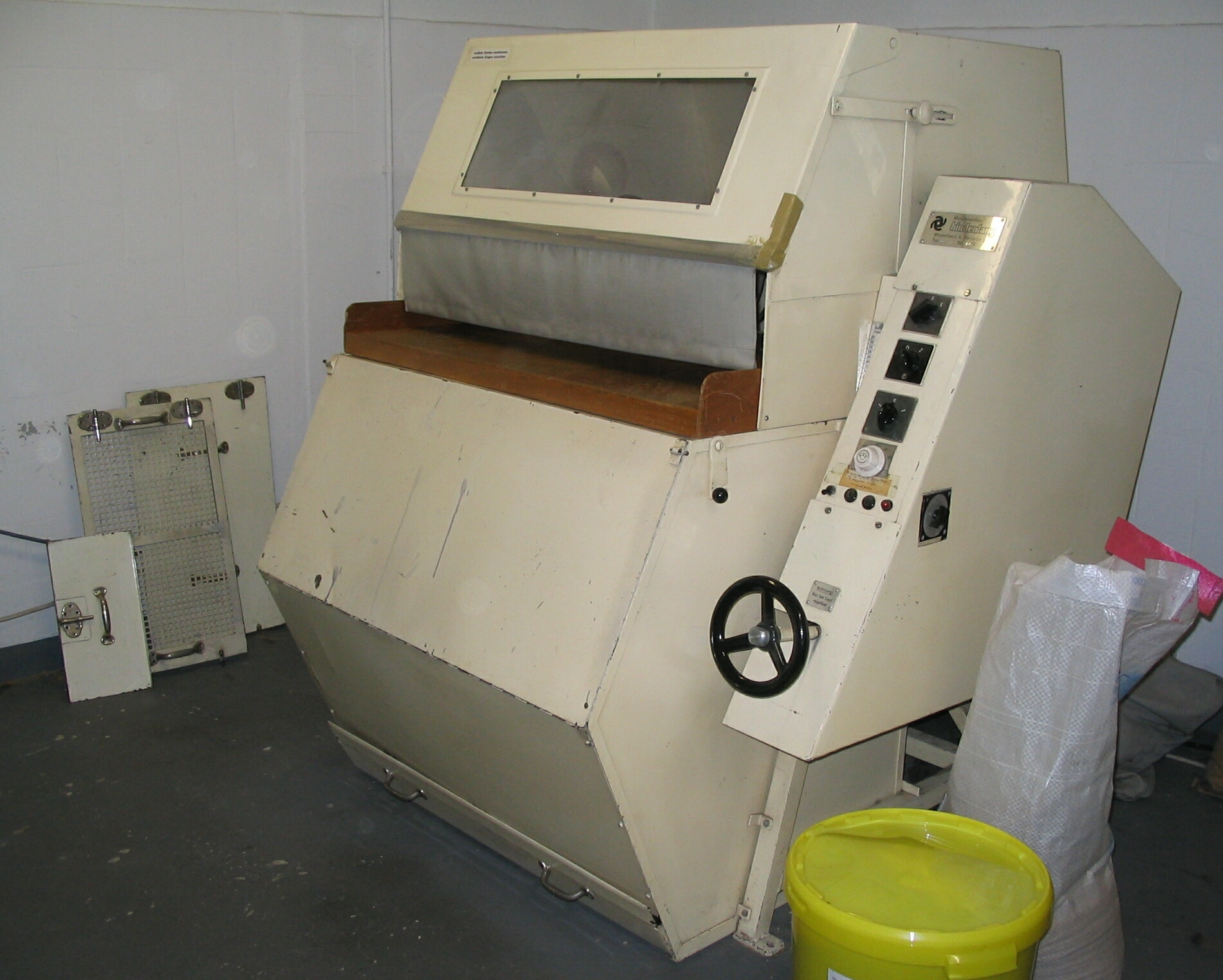
Pelzklopfmaschine mit Läutertonne (Baujahr ca. 1971): Im oberen Teil werden die Pelze geklopft. Das Handrad dient zum Regulieren der Klopfstärke. Hinter der Maschine der Staubauffangbeutel. Im unteren Teil befindet sich die beheizbare Läutertonne zur Pelzreinigung. Die Läuterzeit ist einstellbar.
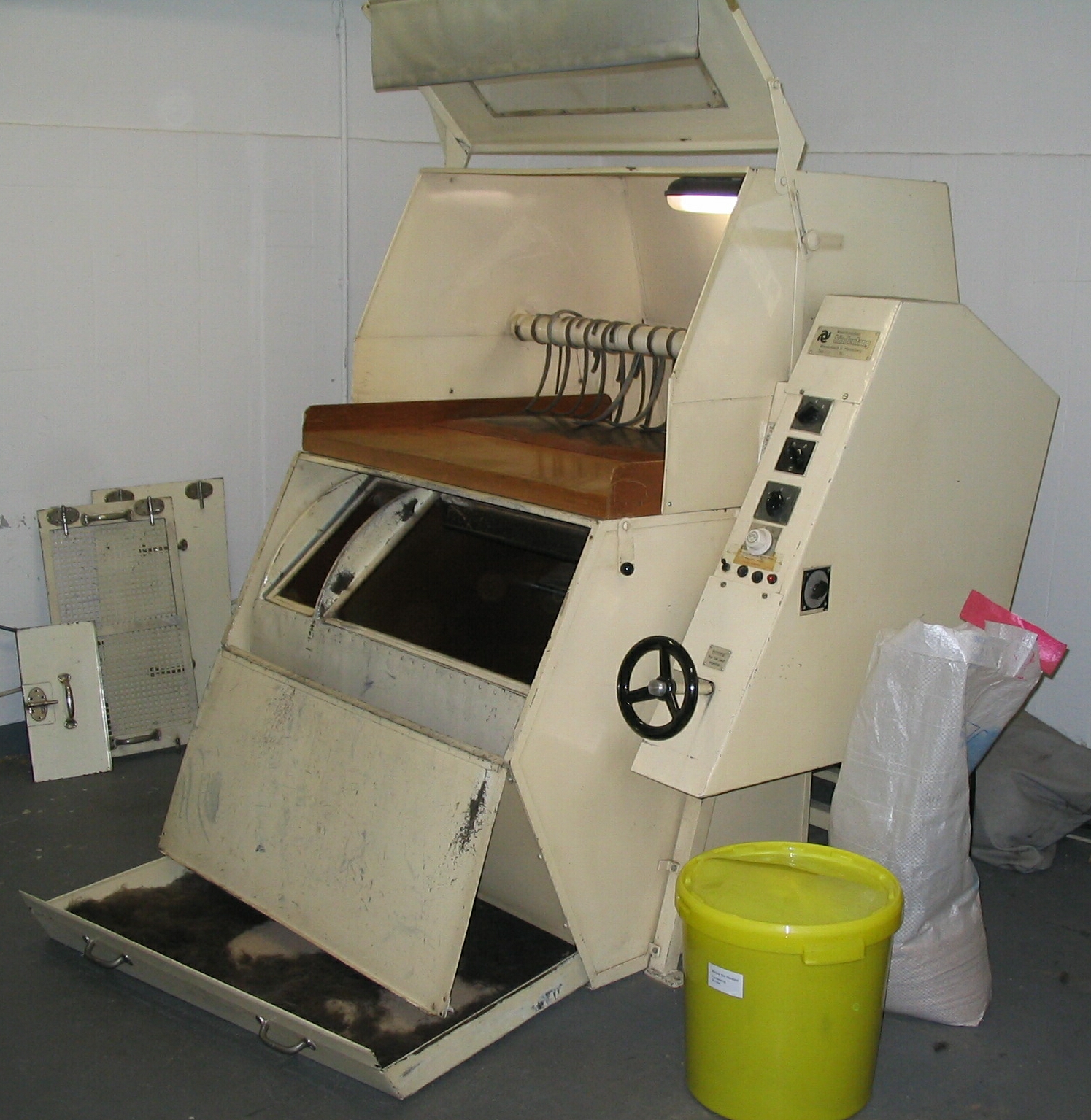
Darunter ist der Auffangkasten für das Reinigungsmehl und die losen Haare. Links befindet sich der Deckel für das Fach für Kleinteile, daneben das Schüttelsieb zum Ausschütteln des Läutermehls, dann der Deckel zum Verschließen der großen Tonne. Rechts liegen verschiedene Sorten von Läutermehl (z. B. harzfreies Buchenmehl oder Paranussspäne).

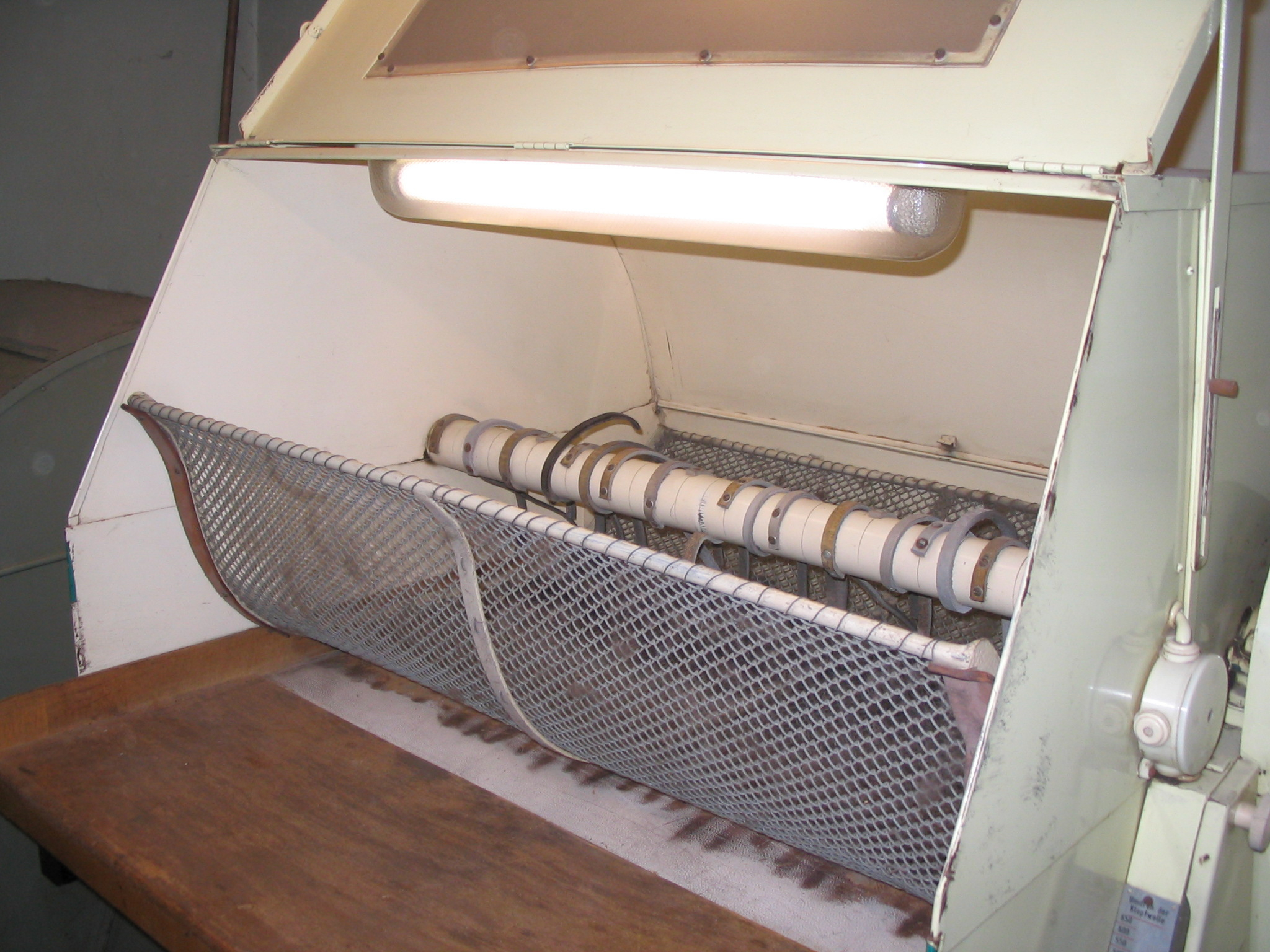
Obige Klopfmaschine mit Einsatz zum Klopfen der Fellstücken

Die ersten Geräte, mit denen die monotone Klopfarbeit optimiert und rationalisiert wurde, entstanden nach Beginn der allgemeinen Elektrifizierung um 1900. Im Jahr 1904 baute der Konstrukteur Baum die ersten beiden Klopfmaschinen in Deutschland. In einem alten Firmenprospekt schrieb er dazu,
Eine davon lief bei der Pelzfirma Guido Pfeifer, Mannheim, B 1. 3, die andere bei der Fa. Chr. Schwenzke, ebenfalls in Mannheim, welche vollständig aus Eisen erstellt waren. Das Verstärken der Schläge wurde damals durch Heben und Senken des Klopftisches bewerkstelligt. Diese Klopfmaschine ist bis 1936 bei der Fa. Schwenzke in Betrieb gewesen und hat bis dahin allen Anforderungen entsprochen.
Anfangs arbeiteten die Geräte noch nach dem Prinzip des Klopfstocks. Für die Pelzveredlungsbetriebe gab es Maschinen mit Endlostransportbändern, mit denen die Felle unter den Stöcken durchgeführt wurden. Eine Maschine mit dieser Technik wurde noch 1970 in einem Fachbuch der DDR beschrieben. Die Deutsche Kürschner-Zeitschrift berichtet 1934, dass der damals sehr angesehene Berliner Kürschner Julius Herpich die Idee der rotierenden Klopfwelle vor 1919 von einer Amerikareise mitgebracht habe, anstelle der bisher ausschließlich gebräuchlich gewesenen Haselnußstöcke. Dabei wurde auf eine wesentliche Errungenschaft der Maschinen der Firma C. A. Herpich Söhne hingewiesen: Durch die gleichzeitige Entstaubung wurde der bisher beim Klopfen entstehende Schmutz völlig aufgefangen. Außerdem konnte sie mit einer Pelzreinigungstonne unter der Klopfvorrichtung geliefert werden. Die genannte, vermutlich maximale Leistung von 12.000 Klopfschlägen in der Minute dürfte in der Praxis aber kaum zur Anwendung gekommen sein. Im Jahr 1915 warb Herpich jedoch bereits mit einer, in vier Größen lieferbaren Pelz-Klopfmaschine, die schon „hundertfach in Zuschriften glänzend beurteilt“ wurde: „Zusammenklappbar, auswechselbare runde Riemen, auf Kugellager laufend, starke solide Konstruktion. Ersetzt 12 geübte Klopfer“.
Das zu klopfende Teil wird von Hand über dem unter der Welle befindlichen federnden Klopfkissen bewegt. Die Riemen lockern den Staub und befördern ihn nach hinten in den Auffangbehälter, meist verstärkt durch eine Absaugvorrichtung. Lederriemen zerschlagen das Grannenhaar nicht so leicht wie ein Rohrstock, allerdings besteht jetzt die Gefahr, das Haar auszureißen. Deshalb und nach Einschätzung der Haltbarkeit des Leders muss auch hier die Klopfstärke, also die Drehzahl der Klopfwelle, der jeweiligen Empfindlichkeit des Fells entsprechend eingestellt werden.
Ein anderer Eigenbauer einer Klopfmaschine war der Rauchwarenveredler Hans Müller in Leipzig. Der Leipziger Brühl war einmal das Weltzentrum des Großhandels mit Pelzen. Um Leipzig herum waren zahlreiche bedeutende Pelzzurichtungs- und Veredlungsbetriebe entstanden. Müllers Klopfmaschine fand so viel Anklang, dass er sich auf den Maschinenbau spezialisierte und der führende Hersteller aller Maschinen für Rauchwarenzurichtung wurde. 1930 wurde er im Firmenregister nur noch unter „Maschinenbauer“ erfasst.
Nach dem Zweiten Weltkrieg dominierte die Firma Karl Hindenlang mit aus dem System Baum weiterentwickelten Klopfmaschinen die Produktion für Kürschnereibetriebe, damals in Heidelberg. Ab 1949 stellte sie Kürschnereimaschinen her. Sie entwickelte eine raumsparende Universalmaschine, ähnlich der von Herpich, mit der der Kürschner die Pelze läutern (reinigen), danach zum Entfernen der Läuterspäne schütteln und abschließend klopfen konnte. Die bei der Herpich-Maschine noch offen liegende, unfallträchtig aussehende Läutertonne war jetzt völlig umkleidet. Als eines der Zusatzgeräte gab es einen Einsatz, der dazu dienen sollte, auch die beim Kürschner über Jahrzehnte lagernden Fellstücken gegen einen eventuellen Mottenbefall zu klopfen. Eine weitere international führende Maschinenfabrik, die 1956 auf dreißig Jahre Spezialerfahrung zurückblicken konnte, war die Firma Otto Baumberger & Co in Leipzig-Wahren. Sie produzierte neben anderem einige recht unterschiedliche Klopfmaschinenmodelle.
Für kleinere Betriebe oder als Ergänzung wurden Handklopfgeräte hergestellt, die sich offenbar nicht sonderlich durchgesetzt haben. Eine wesentliche Aufgabe der Klopfmaschine ist neben der Nutzung zur Pflege der Kundenware das restliche Entfernen des Reinigungsmehls nach dem Schütteln in der Schütteltonne. Das ist mit den kleinen Handgeräten schon wegen des nicht abgesaugten Staubs nicht zu bewältigen. Nur noch selten klopfen Kürschner heute ihre Pelze unter freiem Himmel, um sich der Hilfe des Winds zu bedienen.

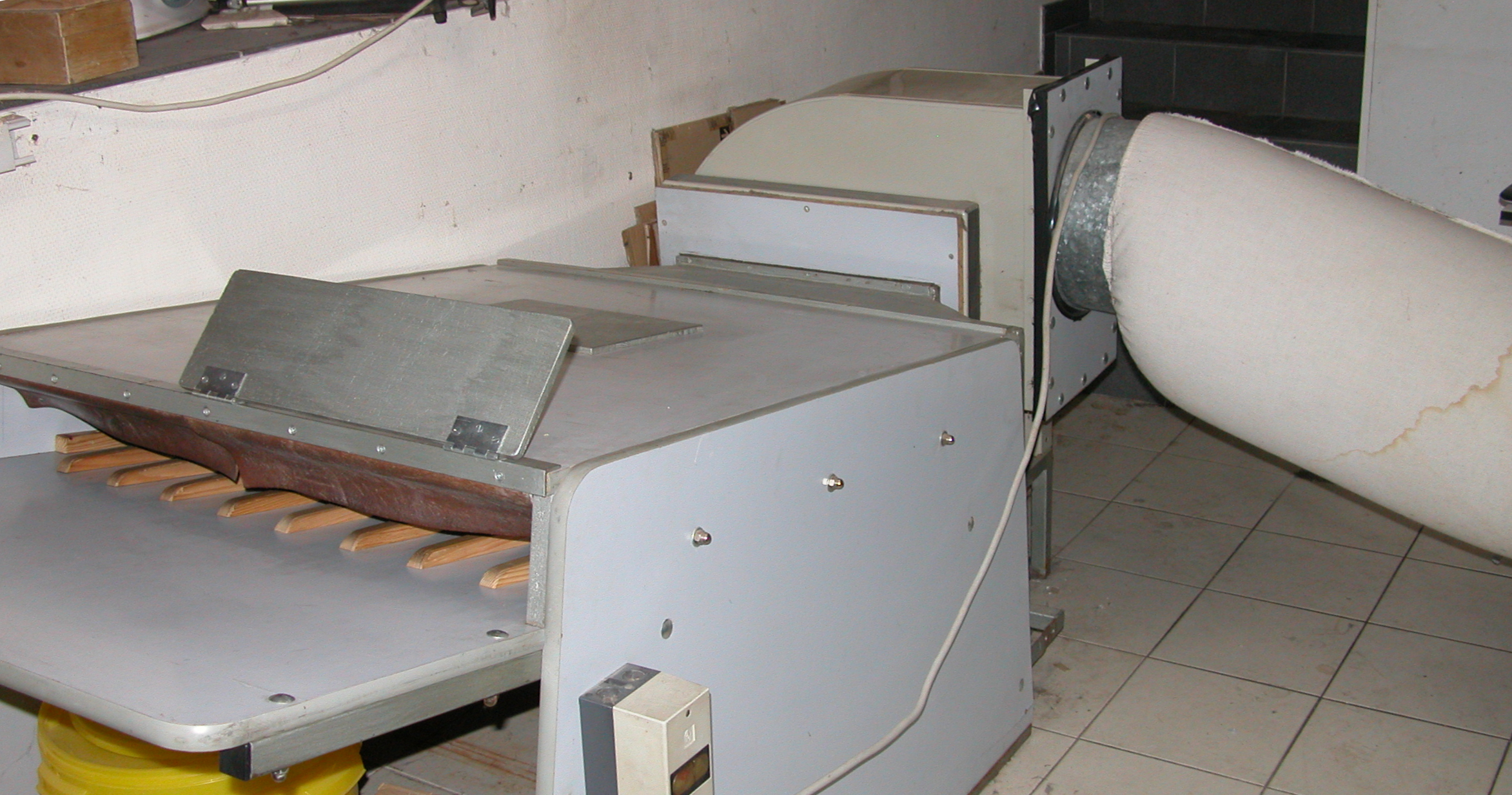
Luftklopfmaschine

Wie in der Kürschnerei werden auch in Pelzzurichtereien und den Pelzveredlungsbetrieben Klopfmaschinen eingesetzt. Während einzelner Zuricht- und Färbereiphasen werden die Felle öfter geklopft. Hier gab es in der Vergangenheit Geräte, bei denen man zur besseren Ausnutzung den Klopfzylinder gegen andere Walzen auswechseln konnte, wie Ausreck-, Bakel-, Kämm-, Bürst- oder Aufrauzylinder. 1925 wurde die Tagesklopfleistung einer Maschine bei einer Bedienung durch nur eine Arbeiterin mit 500 bis 600 Fellen angegeben. Zu den Schlagriemen wurde bemerkt, dass sie sich mit der Zeit abnützen und dann ausgewechselt werden müssen. Die Kosten dafür wären allerdings wegen der rationellen Arbeitsweise der Maschine bei weitem nicht so hoch, als für das dauernde Anschaffen von Klopfstöcken.
Mit der Doppelwalzenklopfmaschine klopft man vorzugsweise große Felle gleichzeitig von beiden Seiten, um auch eventuell an der Lederseite anhaftende Holzspäne zu entfernen. Wegen ihrer äußeren Form wird sie auch Herzklopfmaschine genannt. Die obere und untere Klopfwelle laufen dabei in entgegengesetzter Richtung.
Die Luftklopfmaschine arbeitet nach einem ganz anderen Prinzip. Während bei den übrigen in der Pelzveredlung benutzten Geräten sich die Maschine bewegt und das Fell ruht, ist es hier umgekehrt. Das von Hand in den Luftstrom gehaltene Fell wird durch den Sog zum Flattern gebracht und schlägt dabei wechselseitig und sehr schnell gegen Boden und Decke des Windkanals an. Die zu entfernenden losen Haare werden durch den Luftzug mitgerissen.
In Nordamerika ist das Klopfen der in die Pelzkonservierung gegebenen Pelze allgemein nicht üblich, hier werden die Pelze stattdessen mit Pressluft ausgeblasen. Eine Studienkommission deutscher Fachleute im Jahr 1925 empfand dies zwar hygienischer (wohl wegen der damals meist noch fehlenden Staubfilterung der Klopfmaschinen) und zeitsparender, über die Vorzüge insgesamt gegenüber dem Klopfen gingen die Meinungen jedoch auseinander.

## Lyrik

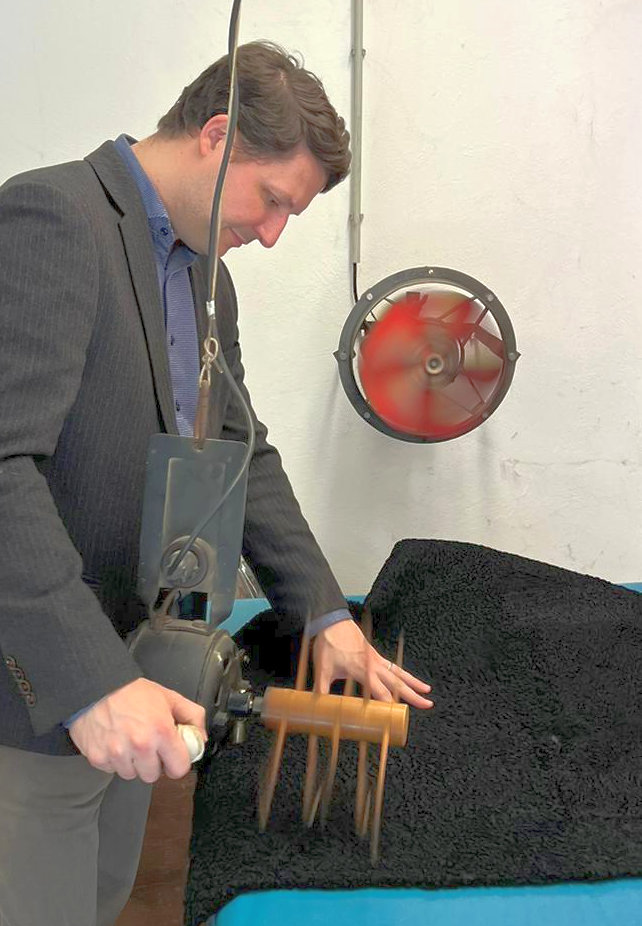
Historische Pelz-Handklopfmaschine in Betrieb, Firma Sladky Pelze, Perchtoldsdorf (2023)

- Im Jahr 1924 erschien in der „Wiener Kürschnerzeitung“ ein vierstrophiges „Loblied auf die Klopfmaschine“, die sich zu der Zeit vor allem in den größeren Betrieben anfing durchzusetzen:

Wie war es einstens doch so schwer,

als noch mit Stab und Stecken

sich plagte der Gesellen Heer,

zu klopfen Pelze, Decken,

[…]

Bis endlich die Erleuchtung kam

bei einem voll Routine,

der seinen Geist zusammen nahm

und schuf die Klopfmaschine.

[…]

Der große Stapel schreckt ihn nicht,

nie mehr es ihm an Zeit gebricht:

Er klopft mit heitrer Miene

nur mit der Klopfmaschine.
– G. Trojan: Nachdruck in Der Rauchwarenmarkt. Nr. 95, 12. August 1924, S. 5.
- Der renommierte Kürschnermeister und Freizeitlyriker Adolf Nagel sandte 1949 an eine Fachzeitschrift ein Gedicht ein, mit dem Titel Dreitakt (vom Klopfen). Es lässt erkennen, dass das Klopfen „mit Stab und Stecken“ durchaus auch Anfang der zweiten Hälfte des 20. Jahrhunderts noch angewandt wurde:

Kräftig wird das Fell geklopfet

Eins, zwei, drei im Kürschnertakt,

[…]

Dieser Schlag haut besser hin,

als ein Zentner Naphthalin.

[…]

Zeigen sich gar Mottenspuren:

Eins – ha, wie der Fraß schon fliegt,

Dann nochmals auf vollen Touren,

Zwei, drei bis der Stock sich biegt

Monatlicher Klopfdreitakt

ist ein Mottentodextrakt.

[…]
– Adolf Nagel: Die Pelzwirtschaft. Oktober 1949.
- Der Schweizer Dichter und Politiker Gottfried Keller (1819–1890) verwendete das Mottenklopfen im übertragenen Sinn. Sein leicht satirisches Sonett „Auf die Motten“ endet:

So sprechen jene flink gelenken Motten,

Die so gemütlich in dem Rauchwerk nisten,

Dem warmen, köstlichen, und es zernagen.

Nur eben euch gilt es noch auszurotten

(So sprechen wir, die radikalen Christen),

Mit lindem Klopfen aus dem Pelz zu jagen!
– Gottfried Keller

## Weitere Klopfmaschinen

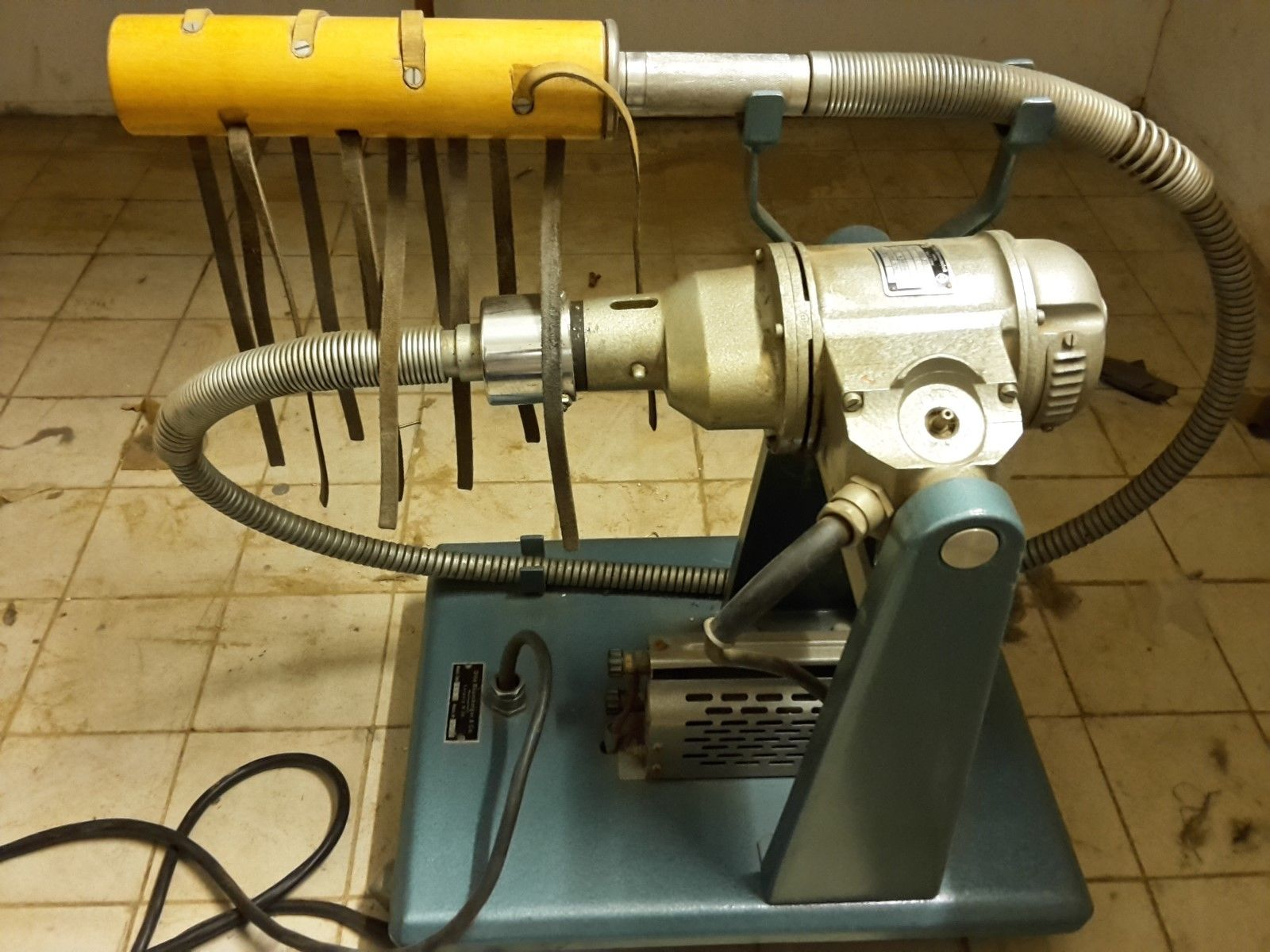
Handklopfmachine Fa. Baumberger (DDR)

- Firma Wehling & Selbeck, Leipzig. Eine Abbildung in einem Pelzveredler-Fachbuch aus dem Jahr 1925 zeigt eine sehr einfache Riemenklopfmaschine, bei der lediglich die Klopfwelle überdacht ist, die Riemen sind in einer Reihe nebeneinander angebracht. Eine Besonderheit ist der Klopftisch, der auf Rädern mit dem Klopfgut schräg aufwärts unter die Klopfwelle geschoben wird. Ein verglastes Fenster ermöglicht die Sicht auf das zu klopfende Teil.[41]
- „König“, mit biegsamer Gestängewelle, „die wie ein menschlicher Arm beweglich ist“ (1925).[20]
- „Speed“, Handklopfmaschine „mit Klopfwelle und Bürste“. 1926 angeboten von Strauss, Wien, Siebensterngasse 13.[42]
- „Ideal“ der Firma J. Kulp, München. Riemen-Handklopfmaschinen; Stücken-Klopfapparat; Bürstenwalze, „beste und billigste aller Klopfmaschinen“ (Eigenwerbung). Angeboten auf der Neuheiten-Ausstellung, Leipziger Ostermesse 15. April – 6. Mai 1928. Auch zu besichtigen bei Philipp Manes, Berlin.[43]
- „Schrom“ der Firma Carl Schrom, Borna Bez. Leipzig. Riemenklopfmaschine mit Entstaubungsanlage (Gebläse mit Staubfangbeutel); auch offen, ohne Gestell (250 Mark). Angeboten auf der Neuheiten-Ausstellung, Leipziger Ostermesse 15. April – 6. Mai 1928.[44]

Drei Jahre vorher wurde die „Schrom“ inseriert mit „rotierenden Stockklopfer D. R. P.“, die „Klopf und Bürstmaschine »Schrom« schlägt mit Stöcken und mit Riemen“. Auf einer Abbildung ist zu sehen, dass es sich bei der Version „mit Stöcken“, anders als bei den Konkurrenzprodukten, nicht wirklich um Klopfstöcke handelte. Parallel zur Klopfwelle waren Holzrollen befestigt, in Art und Aussehen, wie man sie ehemals als Holzgriffe zum angenehmeren Tragen von verschnürten Paketen benutzte. Unter dem nicht überdeckten Klopftisch befand sich eine elektrisch beheizte Läutertonne.
- Klopfriemenmaschine, mit Möglichkeit des Anbringens einer Stockklopfvorrichtung, der Firma Hermann Kettlitz, Jessen (Elster), Spezialmaschinen und Transportgeräte-Fabrikation, eine kombinierte Klopfmaschine mit Läutertonne sowie eine Klopfmaschine kleinerer Abmessung. Nach Firmenaussage erstmals auch zum intensiven Pelzstückenklopfen geeignet.[46]
- Das bereits erwähnte Unternehmen Dr. Hans Müller, Spezial-Maschinen-Fabrik, Leipzig, hatte 1933 zwei Klopfmaschinen in seinem Prospekt. „Type KM“ war ein Riemenklopfmaschine mit Haube und Entstaubungsanlage, für Zurichtereien, Veredlungsbetriebe und Kürschnereien. Type „SKM“, eine Stockklopfmaschine mit automatischer Fellfesthalte-Vorrichtung, zum Klopfen aller Arten von Schaf- und Lammfellen.

Sie wird wie folgt beschrieben:
„Die Maschine arbeitet mit zwei Stöcken, welche in ges. gesch. Fassungsstücken befestigt sind, wodurch ein Abbrechen dieser fast ausgeschlossen ist; außerdem wird mittels dieser Klopfstöcke eine vorzügliche Klopfwirkung erzielt, welche der des Handklopfens weit überlegen ist. Zur Bedienung ist nur eine Person erforderlich und ersetzt die Maschine mehrere Arbeitskräfte. Mittels Fußhebel ist ein schnelles Ein- und Ausspannen der Felle möglich. Die Einspannvorrichtung ist fahrbar angeordnet, so dass das Fell in seiner ganzen Breite und Länge intensiv durchgeklopft werden kann. […] Zum Schutz sind die Stöcke mit einer Haube versehen, welche gleichzeitig zum Absaugen des Staubes dient.“
- Otto Baumberger & Co., Leipzig-Wahren, inserierten 1955 Pelz-Klopfmaschinen für Handbetrieb mit biegsamer Welle, stationär und fahrbar. Außerdem Klopfmaschinen mit Staubabsaugung, Geschwindigkeitsregulierung, heizbar, kombiniert mit Läutertonne.[48]
- „Type K I/100“, eine Riemenklopfmaschine der Firma Rudolph Pöhlandt, Württ. Pelzmaschinenfabrik, Murrhardt. Ein sehr einfaches Gerät, offenbar besonders für Pelzveredlungsbetriebe gedacht.[49]
- „Type SKM/100“, „Type SKM/125“, Spezial-Riemenklopfmaschinen in zwei Breiten mit je zwei Klopfwellen der Firma Rudolph Pöhlandt, Württ. Pelzmaschinenfabrik, Murrhardt, besonders für Lammfelle gedacht.[50]

## Weblinks

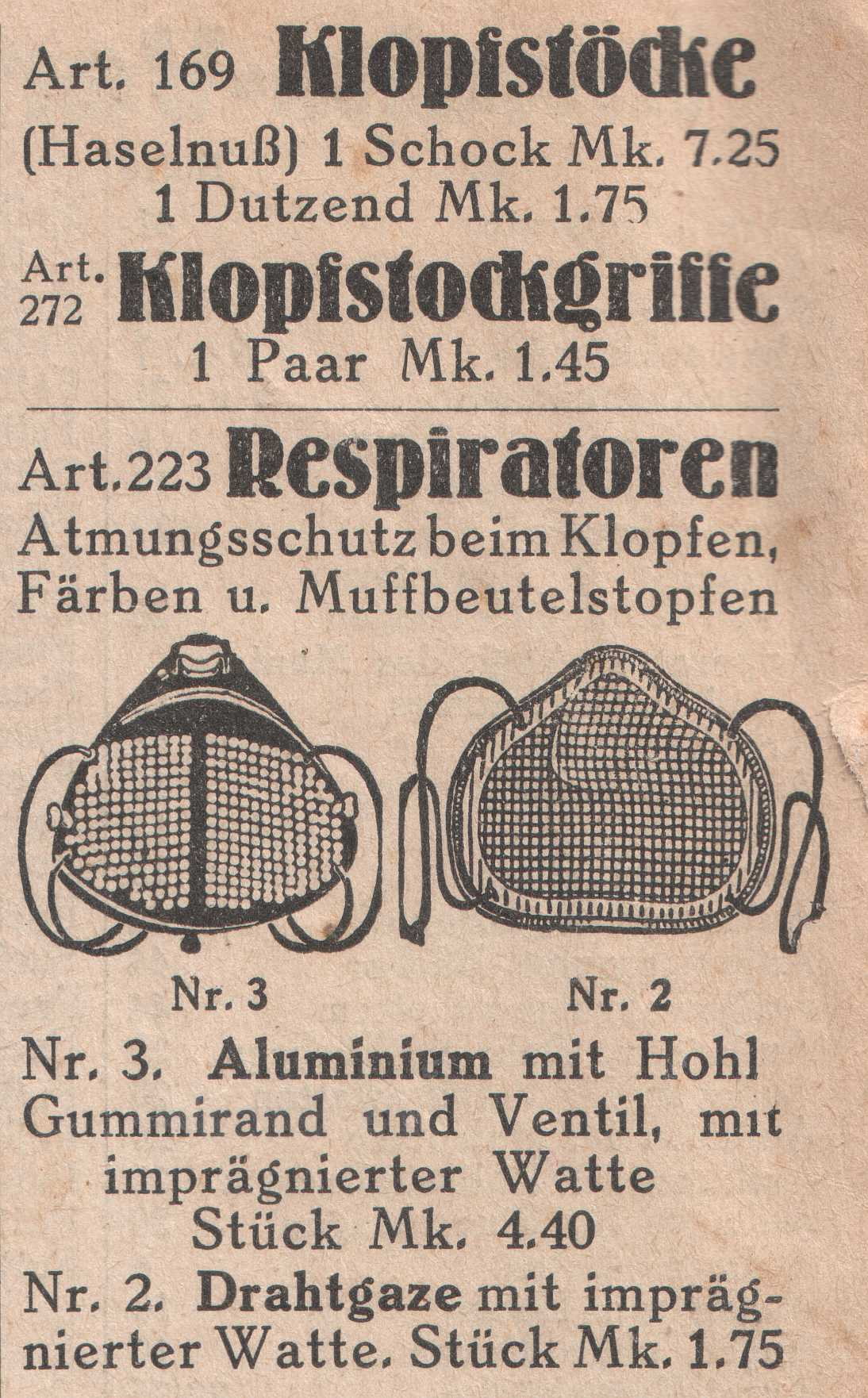
Haselnuss-Klopfstöcke, Klopfstockgriffe und Respiratoren als Mundschutz beim Klopfen (Anzeige aus dem Jahr 1936)

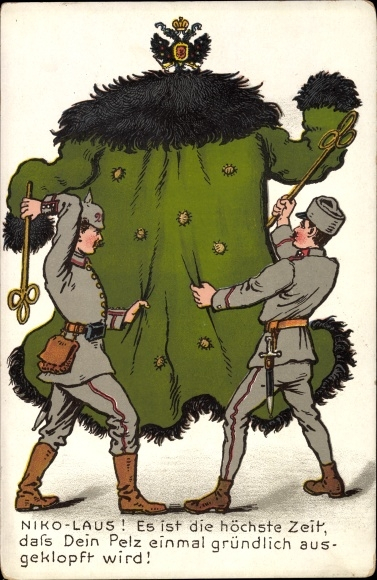
Propagandakarte des Ersten Weltkriegs gegen Zar Nikolaus II.:
Niko-Laus! Es ist höchste Zeit, dass Dein Pelz einmal gründlich ausgeklopft wird!